# Silvio Berlusconi
Silvio Berlusconi (Milano, 29 settembre 1936 – Milano, 12 giugno 2023) è stato un imprenditore e politico italiano, fondatore del gruppo Fininvest e di Forza Italia, quattro volte Presidente del Consiglio dei ministri della Repubblica Italiana.
Soprannominato il Cavaliere, per aver ricevuto l'ordine al merito del lavoro nel 1977, si auto-sospese dalla Federazione Nazionale dei Cavalieri del Lavoro nel 2014, a seguito di una condanna penale. Dopo aver iniziato la sua attività imprenditoriale nel campo dell'edilizia, nel 1975 costituì la holding Fininvest e, nell'ambito di quest'ultima, nel 1993 la società di produzione multimediale Mediaset (oggi MFE) per la quale è maggiormente noto. Tramite Fininvest, acquisì altre partecipazioni significative tra cui il 30% di Banca Mediolanum, la maggioranza di Arnoldo Mondadori Editore, il Teatro Manzoni, l'AC Monza e, dal 1986 al 2017, l'AC Milan, di cui fu anche presidente.
Nell'imminenza delle elezioni del 1994, Berlusconi entrò in politica fondando Forza Italia, partito politico di centro-destra, confluito ne Il Popolo della Libertà nel 2008 e poi rifondato nel 2013. Le sue politiche hanno segnato la vita pubblica italiana dalla metà degli anni 1990 ai primi anni 2010, fino ad essere definite con il termine berlusconismo; furono ampiamente sostenute dai suoi seguaci politici e dai suoi elettori, entrando fortemente anche nella cultura di massa e nell'immaginario collettivo italiano ed estero ma suscitando per contro un duro antiberlusconismo da parte degli oppositori, che ne sottolinearono più volte il conflitto di interessi e lo accusarono di emanazione di leggi ad personam. È inoltre annoverato internazionalmente come il primo populista d'Europa nella politica dell'età moderna.
Eletto alla Camera dei deputati nel 1994, fu confermato nelle successive quattro legislature e nel 2013 fu eletto per la prima volta senatore. Ottenne quattro incarichi da Presidente del Consiglio: il primo nella XII legislatura (1994-1995), due consecutivi nella XIV (2001-2005 e 2005-2006) e, infine, nella XVI (2008-2011). Con 3339 giorni complessivi, è il presidente del Consiglio rimasto in carica più a lungo nella storia dell'Italia repubblicana, superato solo da Benito Mussolini e Giovanni Giolitti nel periodo monarchico; inoltre, il suo secondo e quarto governo occupano rispettivamente il primo ed il secondo posto nella classifica degli esecutivi più duraturi dalla proclamazione della Repubblica.
Fu imputato in oltre trenta procedimenti giudiziari. Nel 2013 fu condannato in via definitiva a quattro anni di reclusione e all'interdizione ai pubblici uffici per due anni per frode fiscale (scontando un anno di affidamento ai servizi sociali), decadendo quindi da senatore e cessando di essere un parlamentare dopo quasi vent'anni di presenza ininterrotta nelle due camere, dall'aprile 1994 al novembre 2013.
Tornato candidabile nel 2018, venne eletto parlamentare europeo alle elezioni europee del 2019. Alle elezioni politiche del 25 settembre 2022 si candida nel collegio uninominale di Monza, venendo rieletto in Senato dopo nove anni di assenza e restandoci fino alla morte, avvenuta il 12 giugno 2023.
Secondo la rivista americana Forbes, con un patrimonio familiare stimato di 6,8 miliardi di dollari (circa 6,42 miliardi di euro), nel 2023 Berlusconi era il terzo uomo più ricco d'Italia e il 352º più ricco del mondo. Nel 2009 Forbes lo classificò 12º nella sua lista delle persone più potenti del mondo per il ruolo assunto nella politica italiana.

## Biografia

### Infanzia ed educazione
Silvio Berlusconi nacque il 29 settembre 1936 a Milano, primogenito di una famiglia della piccola borghesia del capoluogo lombardo, e trascorse la sua infanzia dapprima a Saronno e poi, durante l'occupazione tedesca, a Lomazzo, mentre il padre si era rifugiato in Svizzera. Il padre Luigi (Saronno, 27 marzo 1908 – Milano, 27 febbraio 1989) era impiegato alla Banca Rasini, della quale, nel 1957, divenne procuratore generale; la madre Rosa Bossi (Milano, 25 gennaio 1911 – Milano, 3 febbraio 2008) era casalinga e in precedenza aveva lavorato come segretaria alla Pirelli. Oltre a Silvio, dal loro matrimonio nacquero Maria Antonietta (Milano, 9 giugno 1943 – Milano, 26 febbraio 2009) e Paolo (Milano, 6 dicembre 1949).
Cresciuto nel quartiere Isola, al numero 34 di via Volturno, nel 1954 conseguì la maturità classica al liceo salesiano Sant'Ambrogio di Milano. Si iscrisse alla facoltà di Giurisprudenza presso l'Università degli Studi di Milano dove, nel 1961, si laureò con 110/110, discutendo una tesi in diritto commerciale con relatore il professor Remo Franceschelli. La tesi, intitolata Il contratto di pubblicità per inserzione, fu premiata con 500 000 lire dall'agenzia pubblicitaria Manzoni di Milano. Dopo la laurea, fu dispensato dal servizio militare.

### Relazioni sentimentali

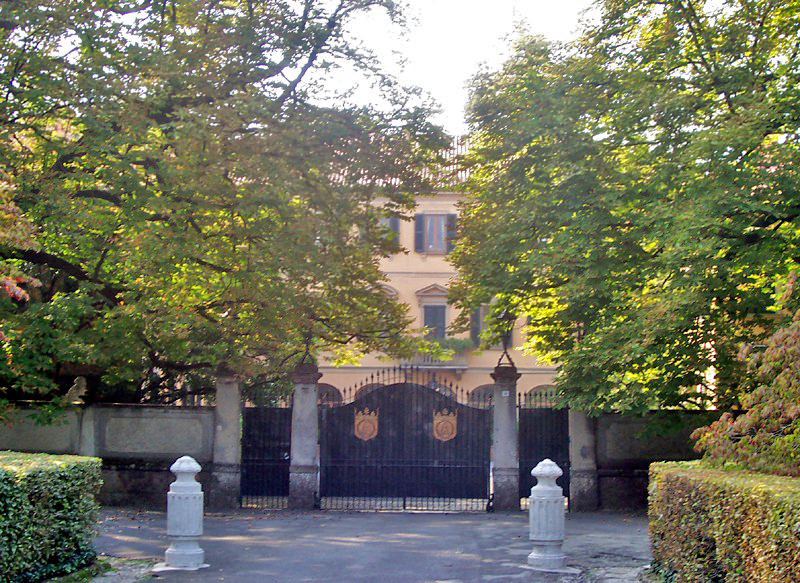
Ingresso di Villa San Martino ad Arcore, residenza effettiva di Silvio Berlusconi dal 1974 al 2023

Nel 1964 conobbe Carla Elvira Lucia Dall'Oglio (1940), che sposò il 6 marzo 1965 a Milano, nella parrocchia di viale San Gimignano, e dalla quale ebbe due figli, Marina Elvira (1966) e Pier Silvio (1969).
Nel 1980, al Teatro Manzoni di Milano, del quale era proprietario, conobbe l'attrice Veronica Lario (1956), nome d'arte di Miriam Raffaella Bartolini, con la quale intraprese presto una relazione extraconiugale, facendola trasferire a vivere insieme alla madre di lei presso Villa Borletti a Milano. Nel 1985 Berlusconi divorziò da Carla Dall'Oglio e ufficializzò la relazione con la Lario. La coppia ebbe tre figli, Barbara (1984), Eleonora (1986) e Luigi (1988), e si sposò con rito civile a Milano il 15 dicembre 1990; i testimoni furono Bettino Craxi (il quale era già stato padrino di battesimo di Barbara) e la moglie Anna Maria Moncini, Fedele Confalonieri e Gianni Letta.
Il 2 maggio 2009 Veronica Lario annunciò di voler chiedere la separazione. Nel dicembre 2012 la sentenza di separazione non consensuale depositata al tribunale di Milano pose fine al matrimonio e fissò in 3 milioni di euro l'assegno di mantenimento che Berlusconi doveva versare mensilmente a Lario. Tuttavia, gli avvocati difensori di Berlusconi presentarono ricorso contro la decisione dei giudici sulla sentenza di primo grado e tale richiesta fu resa nota e formalizzata nel marzo 2013. Il 23 giugno 2015, in sede di divorzio, la Corte d'assise di Monza decise di ridurre di oltre la metà tale assegno, portandone la cifra a 1,4 milioni di euro al mese. Il 16 novembre 2017, la Corte d'appello di Milano ribaltò la sentenza di primo grado, disponendo l'annullamento dell'assegno mensile e obbligando Lario a restituire l'intera somma fino ad allora percepita da Berlusconi (circa 60 milioni di euro); contro questa sentenza, all'inizio del 2018 Lario aveva presentato ricorso in Cassazione, la quale però, il 30 agosto 2019, confermò la sentenza d'appello, obbligando quindi definitivamente la donna a restituire l'intera somma all'ex marito. In seguito ad un accordo extra-giudiziale raggiunto dai due, Lario non ricevette più il mantenimento da Berlusconi, ma al contempo non avrebbe dovuto restituire quanto già ricevuto.

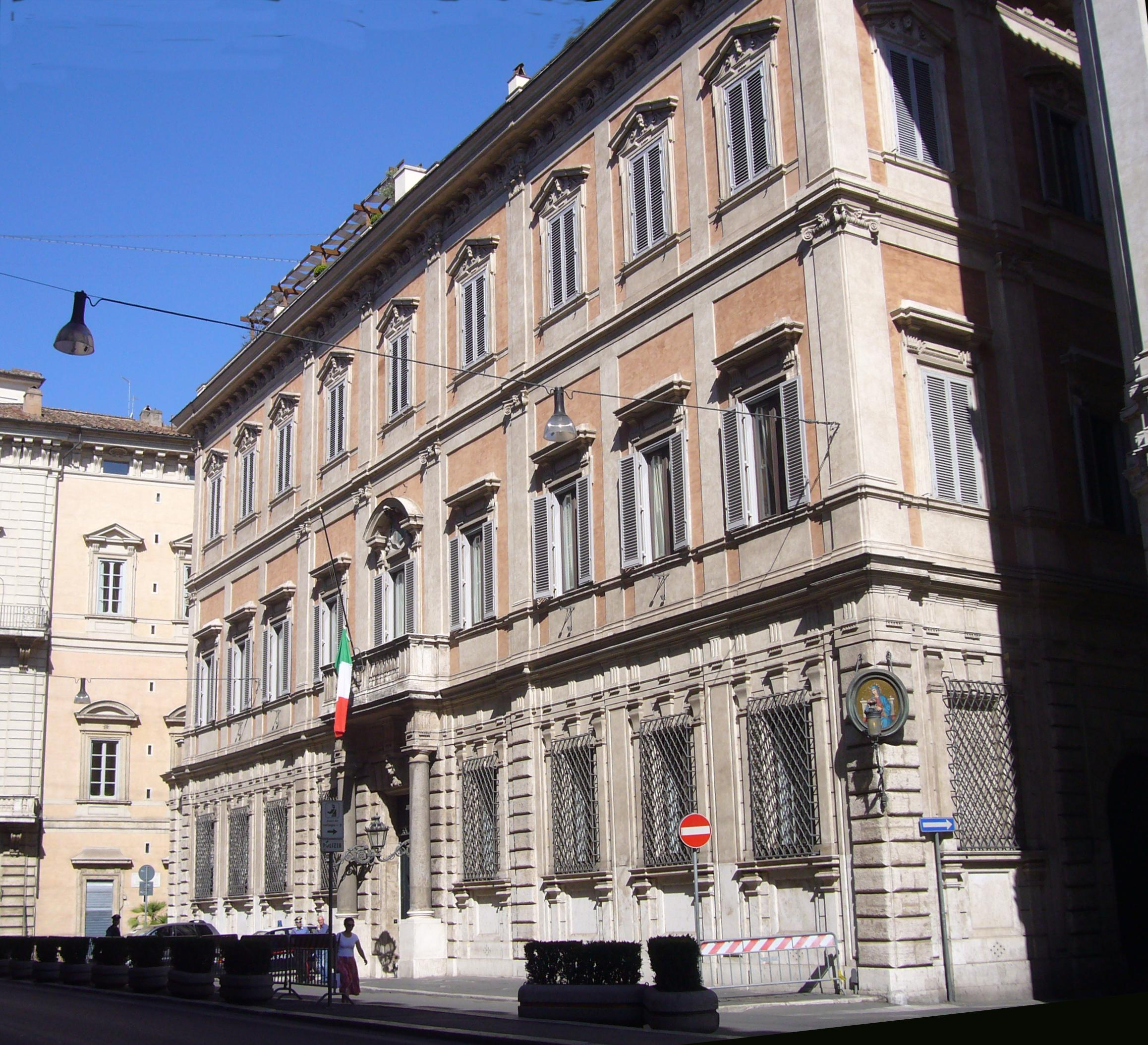
Palazzo Grazioli a Roma, residenza romana di Silvio Berlusconi dal 1995 al 2020

Nel 2012 Berlusconi si fidanzò con Francesca Pascale (Napoli, 15 luglio 1985), showgirl che era stata tra le fondatrici del club "Silvio ci manchi" e candidata alle elezioni provinciali del 2009 (anche se sin dal gennaio 2011 aveva dichiarato di avere una nuova compagna, pur non rivelandone l'identità). Alla fine del 2019 la relazione con Francesca Pascale si concluse, come confermato ufficialmente il 5 marzo 2020 con un comunicato di Forza Italia.
Dal 2020 alla morte Berlusconi è stato legato sentimentalmente a Marta Fascina (1990), deputata di Forza Italia eletta nel 2018 nella circoscrizione Campania 1 e successivamente rieletta nel 2022 nella circoscrizione Sicilia 1.

### Residenze
Dal 1974 alla morte Berlusconi ebbe la sua residenza abituale ad Arcore (MB), presso la settecentesca Villa San Martino sita in viale San Martino, acquistata dalla marchesa Annamaria Casati Stampa di Soncino, figlia ed erede dello scomparso marchese Camillo, per tramite dell'avvocato Cesare Previti che sino alla emancipazione era stato il suo tutore legale. La villa, passata di mano insieme ad alcuni terreni circostanti per 750 milioni di lire, fu nel 1983 accettata dalla Cariplo come garanzia per un prestito di circa 7 miliardi di lire. La villa è diventata uno dei principali simboli del patrimonio dei Berlusconi ed è spesso stata luogo di importanti incontri politici.
Dal 1995 al dicembre 2020 la sua residenza di rappresentanza a Roma era Palazzo Grazioli, in via del Plebiscito 102, di cui era affittuario del piano nobile. Ha vissuto abitualmente nella residenza durante tutti i suoi anni da Presidente del Consiglio, senza mai trasferirsi a Palazzo Chigi.
 

Dal 2021 e fino alla morte ha avuto una nuova residenza romana, Villa Grande (detta anche Villa Zeffirelli, in quanto in precedenza appartenuta al celebre regista Franco Zeffirelli, amico personale di Berlusconi, nonché ex membro di Forza Italia), sita sempre a Roma, fra l'Appia Antica e l'Appia Pignatelli, facente parte di un comprensorio di dimore gentilizie realizzato a partire dagli anni 1930 dalla famiglia Papa. La dimora di fatto apparteneva già a Berlusconi dal 2001, allorché l'aveva comprata per poi lasciarla in comodato d'uso al regista (in difficoltà nel far fronte a un'ipoteca che gravava sull'immobile) per il resto dei suoi giorni; alla morte di Zeffirelli nel 2019, la dimora è stata profondamente ristrutturata e riarredata, per adattarla a residenza romana del Cavaliere.

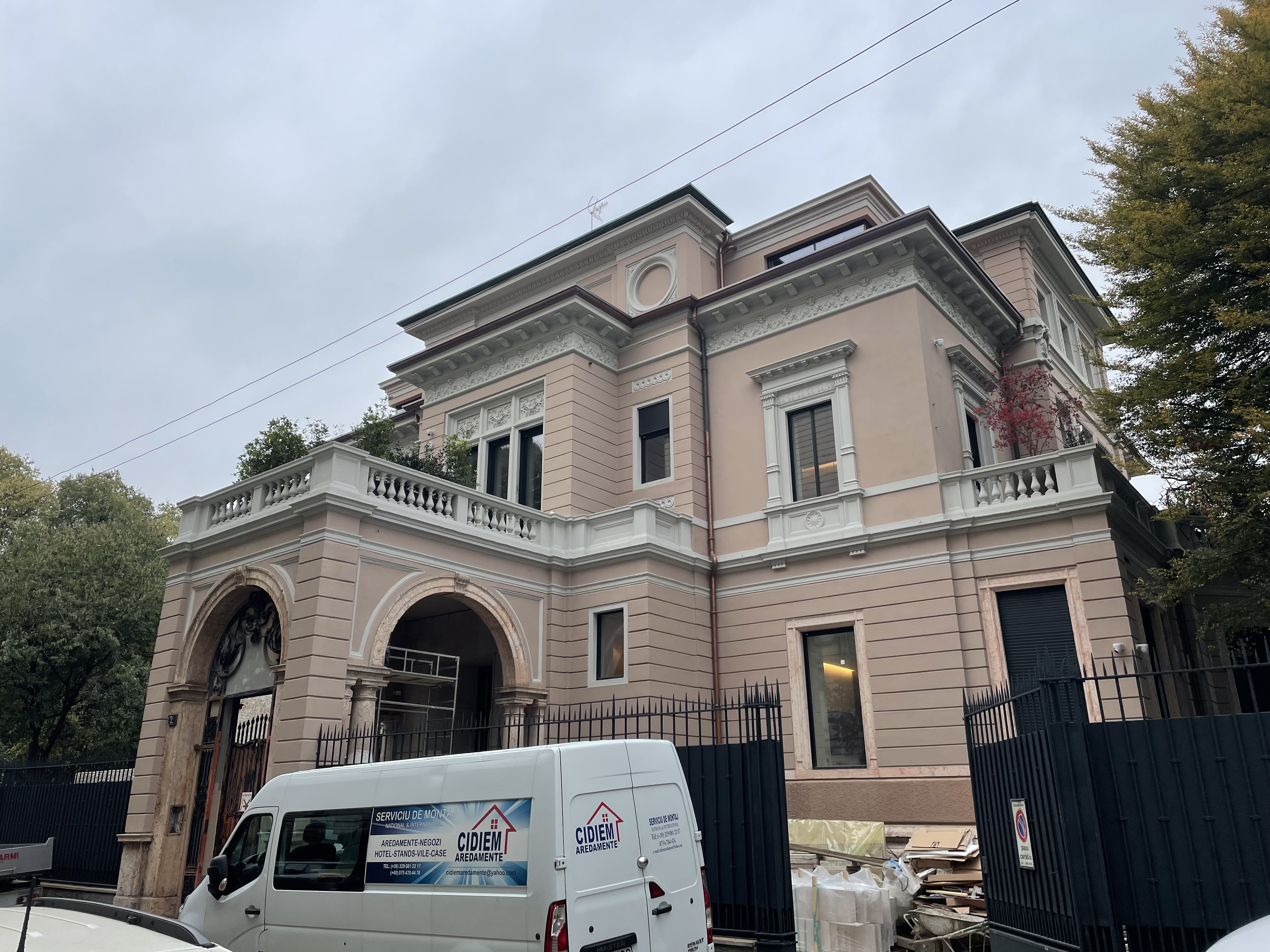
Villa Borletti, prima dimora milanese di Silvio Berlusconi e sua residenza formale fino al decesso.

Nell'atto di deposito del suo testamento Berlusconi viene indicato come formalmente residente presso Villa Borletti, dimora gentilizia sita a Milano in via Giuseppe Rovani 2. Costruita nel 1894 su progetto di Francesco Solmi per la famiglia Scotti Martignoni, nel 1917 passò di mano a Senatore Borletti, la cui famiglia la fece ampliare e restaurare, dapprima da Piero Portaluppi e quindi da Ignazio Gardella. Qualche anno dopo la scomparsa di Aldo Borletti (figlio di Senatore), la dimora fu acquistata da Berlusconi, inizialmente tramite un intermediario, per farne la propria dimora. Vi abitò anche la seconda moglie dell'imprenditore, Veronica Lario, e vi trascorsero l'infanzia i figli Barbara, Eleonora e Luigi. Negli anni successivi, dopo l'acquisto della villa di Arcore da parte di Berlusconi, Villa Borletti divenne sede operativa di Fininvest e fu bersaglio anche di due attentati dinamitardi di matrice mafiosa, nel 1975 e nel 1986: entrambi gli ordigni provocarono danni alla struttura e non a persone.
Nel 1996 la dimora passò nel patrimonio di Fininvest e successivamente nel 2019 fu ceduta al figlio Luigi per 10 milioni di euro. Ciò nonostante, Berlusconi vi mantenne la residenza anagrafica per il resto della sua vita.

### Attività imprenditoriale

#### Edilizia

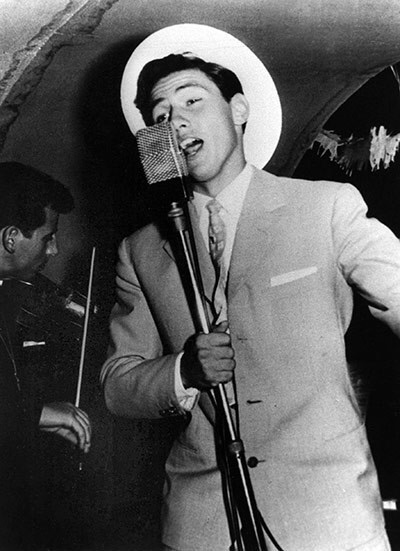
Un giovane Silvio Berlusconi si esibisce come cantante su una nave da crociera negli anni '50

Dopo le prime saltuarie esperienze lavorative giovanili come cantante e intrattenitore sulle navi da crociera insieme all'amico Fedele Confalonieri e come venditore porta a porta di scope elettriche insieme all'amico Guido Possa, iniziò l'attività di agente immobiliare e, nel 1961, fondò la Cantieri Riuniti Milanesi Srl insieme al costruttore Pietro Canali. Il primo acquisto immobiliare fu un terreno in via Alciati a Milano, per 190 milioni di lire, grazie alla fideiussione del banchiere Carlo Rasini (titolare e cofondatore della Banca Rasini, nella quale lavorava il padre di Silvio).
Nel 1963 fonda la Edilnord Sas, in cui è socio d'opera accomandatario, mentre Carlo Rasini e il commercialista svizzero Carlo Rezzonico sono soci accomandanti. In quest'azienda, Carlo Rezzonico fornisce i capitali attraverso la finanziaria Finanzierungsgesellschaft für Residenzen AG di Lugano. Gli anonimi capitali della finanziaria svizzera vengono in parte depositati presso l'International Bank di Zurigo e pervengono alla Edilnord attraverso la Banca Rasini.
Nel 1964, l'azienda di Berlusconi apre un cantiere a Brugherio per edificare una città modello da 4 000 abitanti. I primi condomìni sono pronti già nel 1965, ma non si vendono con facilità.

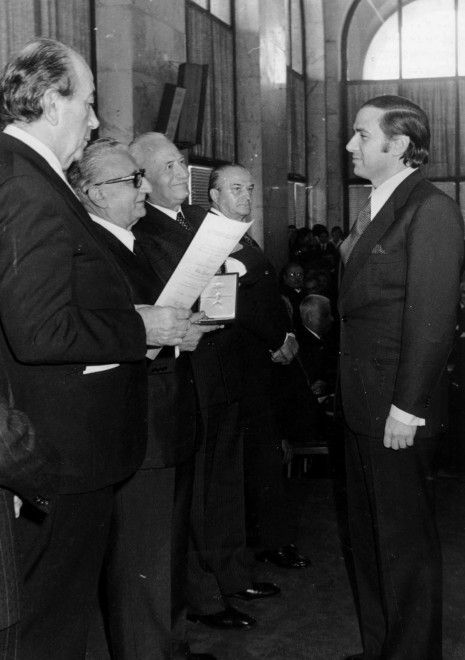
Berlusconi riceve l'onorificenza di cavaliere del lavoro dal presidente della Repubblica Giovanni Leone nel 1977

Nel 1968 nasce la Edilnord Sas di Lidia Borsani e C. (la Borsani è cugina di Berlusconi), generalmente chiamata Edilnord 2, che acquista da Leonardo Bonzi 712000 m² di terreni nel comune di Segrate, per i quali questi aveva già ottenuto tra il 1962 ed il 1965 dal comune l'autorizzazione a costruire per 2,5 milioni di metri cubi in cambio dell'impegno a provvedere alle opere di urbanizzazione. Nel 1969 il comune rilascia una prima licenza edilizia ma i lavori sono rallentati da una serie di ostacoli posti da vari organi di controllo, in particolare la Giunta provinciale amministrativa. Solamente nel 1972 la situazione si sblocca, in seguito all'insediamento di una nuova giunta nel comune di Segrate e al parere favorevole della Commissione regionale di controllo, investita delle funzioni precedentemente attribuite alla Giunta provinciale amministrativa. Nell'area sorgerà Milano 2.
Nel 1972 viene liquidata la Edilnord Sas e creata la Edilnord Centri Residenziali Sas di Lidia Borsani, quest'ultima socia accomandante, con i finanziamenti della Aktiengesellschaft für Immobilienlagen in Residenzzentren AG di Lugano. Nel 1973 viene fondata la Italcantieri Srl, trasformata poi in SpA nel 1975, di cui Silvio Berlusconi è presidente. Nel 1974 viene costituita a Roma l'Immobiliare San Martino, amministrata da Marcello Dell'Utri (amico di Berlusconi fin dagli anni universitari), con il finanziamento di due fiduciarie della Banca Nazionale del Lavoro.
Il 2 giugno 1977, a coronamento di questa ampia e riuscita attività edilizia, Silvio Berlusconi viene nominato cavaliere del lavoro dal presidente della Repubblica Giovanni Leone.
Nel gennaio 1978, viene liquidata la Edilnord per dare vita alla Milano 2 Spa, costituita a Segrate dalla fusione con l'Immobiliare San Martino Spa.

#### Televisioni

Silvio Berlusconi e Mike Bongiorno in una foto dei primi anni ottanta. Il noto conduttore televisivo italo-americano è stato una presenza costante sulle televisioni commerciali dell'imprenditore dal 1979 fino alla sua scomparsa nel 2009

Nel 1975, Berlusconi fonda Fininvest - Finanziaria d'Investimento, una holding che da quel momento coordina tutte le varie attività dell'imprenditore.
Dopo l'esperienza in campo edilizio, Berlusconi allarga il proprio raggio d'affari anche al settore della comunicazione e dei media. Nel 1976, infatti, la sentenza n. 202 della Corte costituzionale apre la strada all'esercizio dell'editoria televisiva, fino ad allora appannaggio esclusivo dello Stato.
Nel 1976, Berlusconi rileva Telemilano dal fondatore Giacomo Properzj. Si tratta di una televisione via cavo, operante dall'autunno del 1974 nella zona residenziale di Milano 2. A tale società due anni dopo viene dato il nome di Canale 5 e assume la forma di rete televisiva a livello nazionale, comprendente più emittenti.
Per il canale ha acquistato, nel 1980, i diritti televisivi del Mundialito, un torneo di calcio fra nazionali sudamericane ed europee, compresa quella italiana, solitamente trasmesso dalle reti RAI. Per tale evento, nonostante gli iniziali pareri sfavorevoli da parte di ministri del governo Forlani, ottiene dalla Rai l'uso del satellite e la diretta per la trasmissione in Lombardia, mentre nel resto d'Italia l'evento viene trasmesso in differita utilizzando un consorzio di emittenti locali come se fosse un'unica emittente nazionale, metodo sfruttato anche in seguito per aggirare il divieto di trasmissione nazionale, ancora vigente per le emittenti private: si registra con un giorno d'anticipo il palinsesto e le pubblicità e li si trasmette il giorno seguente in contemporanea in tutta Italia.
Nel 1982 il gruppo si allarga con l'acquisto di Italia 1 dall'editore Edilio Rusconi e di Rete 4 nel 1984 dal gruppo editoriale Arnoldo Mondadori Editore (all'epoca controllato dall'editore Mario Formenton), stabilendo di fatto un vero e proprio duopolio televisivo con la televisione di stato, la RAI, grazie anche a una spregiudicata campagna acquisti per attirare i divi televisivi degli anni ottanta verso il nuovo polo televisivo.
Nel 1984 i pretori di Torino, Pescara e Roma oscurano le reti Fininvest per violazione della legge che proibiva alle reti private di trasmettere su scala nazionale. L'azione giudiziaria viene fermata dopo pochi giorni dal governo guidato da Bettino Craxi (amico personale di Berlusconi) che, con un apposito decreto-legge (noto come Decreto Berlusconi), legalizza retroattivamente la situazione della Fininvest.
Il gruppo Fininvest riesce perciò, grazie ai propri appoggi politici e "forzando" la legislazione di quegli anni, a spezzare l'allora monopolio televisivo RAI. Nel 1990 la Legge Mammì stabilizza lo stato di fatto, aprendo alla liberalizzazione delle frequenze e rendendo definitivamente legale la diffusione a livello nazionale di programmi radiotelevisivi privati.
Negli anni seguenti il gruppo si diffonde in Europa: in Francia fonda, nel 1986, La Cinq (poi parzialmente ceduta a soggetti terzi e chiusa nel 1992), in Germania, nel 1987, Tele 5 (Telefünf; ceduta a Leo Kirch, chiude nel 1992, per poi riaprire nel 2002 ad opera di Tele München) e in Spagna Telecinco (fondata nel 1990 e ancora oggi attiva nel gruppo Mediaset España).
Il 15 dicembre 1993 fonda Mediaset, azienda in cui Fininvest conferisce tutte le proprie attività televisive e pubblicitarie. La società verrà quotata in borsa nel 1996, con Fininvest che rimane socio di riferimento. Nel 2021, ad opera dei figli di Berlusconi, Mediaset si trasforma nel gruppo europeo MFE - MediaForEurope (Mediaset rimane una controllata del gruppo, per la gestione delle reti italiane).

#### Editoria e altri media
Nel campo editoriale diventa il principale editore italiano nel settore libri e periodici; nel gennaio 1990 acquisisce la maggioranza azionaria di Mondadori (in cui è confluita negli anni novanta la Silvio Berlusconi Editore, fondata dal magnate milanese negli anni ottanta e attiva nella stampa periodica, e che comprò TV Sorrisi e Canzoni) con una manovra che causerà un contenzioso (vedi Lodo Mondadori) e la Giulio Einaudi Editore (comprata dalla prima), e di alcune rilevanti case minori (Elemond, Sperling & Kupfer, Grijalbo, Le Monnier, Pianeta scuola, Frassinelli, Electa Napoli, Riccardo Ricciardi editore, Editrice Poseidona).

Berlusconi con il giornalista Indro Montanelli

Nel 1977 entrò nella società del quotidiano il Giornale con una quota del 12% e nel 1979 aumentò la sua quota al 37,5%, diventando azionista di riferimento. A causa dei limiti nel possesso dei media imposti dalla Legge Mammì, nel 1990 cede la propria quota di controllo al fratello Paolo Berlusconi, rimanendo azionista di minoranza fino al 2023.
Nel campo della distribuzione audiovisiva, Berlusconi è stato socio dal 1994 al 2002, attraverso Fininvest, di Blockbuster Italia. Controlla inoltre il gruppo Medusa Film, attraverso Mediaset.
Nel 2007, Berlusconi, tramite Trefinance (una controllata del gruppo Fininvest), ha finanziato OVO s.r.l., una media company il cui progetto è realizzare un'enciclopedia video formata da centinaia di brevi clip di carattere enciclopedico (storia, fisica, arte, letteratura, biografie, ecc.); uno dei canali della stessa doveva chiamarsi Ovopedia.
Il progetto, sebbene non fosse ancora stato reso pubblico (il lancio era previsto nel primo trimestre del 2009), è stato accusato di revisionismo, perché sarebbe stato teso a controbattere la storiografia dominante che secondo Berlusconi sarebbe controllata dalla sinistra; la società è attualmente in liquidazione.

#### Grande distribuzione e finanza
Berlusconi effettua anche investimenti nel settore delle grandi distribuzioni, acquisendo il gruppo Standa dalla Montedison nel 1988 e i Supermercati Brianzoli dalla famiglia Franchini nel 1991.
Nel 1998 scorpora e vende il gruppo Standa; la parte "non alimentare" al gruppo Coin e la parte "alimentare" a Gianfelice Franchini, ex proprietario dei Supermercati Brianzoli. A tal proposito Berlusconi dichiarerà in seguito di esser stato costretto a vendere la Standa successivamente alla sua entrata in politica, affermando che in Comuni gestiti da giunte di centro-sinistra non gli concedevano le necessarie autorizzazioni per aprire nuovi punti vendita. Secondo i critici di Berlusconi l'acquisizione e la successiva vendita della Standa sarebbe stata determinata dalla volontà di creare una liquidità per il gruppo Fininvest, che attraversava un difficile periodo tra il 1990 e il 1994 (egli stesso aveva asserito di essere esposto con le banche per una cifra in lire di diverse migliaia di miliardi).
Il Gruppo Fininvest, con la partecipazione in Banca Mediolanum, ha una forte presenza anche nel settore della vendita di prodotti finanziari.

#### Sport

Berlusconi, in qualità di presidente del Milan, fra Paolo Maldini e Ruud Gullit, festeggia la vittoria dello scudetto 1987-88

Nonostante in precedenza avesse espresso interesse nell'acquistare l'Inter, il 20 febbraio 1986 Berlusconi divenne proprietario dell'altro storico club calcistico del capoluogo lombardo, il Milan, all'epoca fortemente indebitato ed a rischio di fallimento, ripianandone i bilanci; fu presidente della società rossonera dal 24 marzo 1986 al 13 aprile 2017. La carica è rimasta formalmente vacante dal 21 dicembre 2004 al 15 giugno 2006 e dall'8 maggio 2008 al 1º dicembre 2011, in quanto dimissionario a seguito dell'approvazione di una legge disciplinante i conflitti d'interesse nel periodo in cui è stato presidente del Consiglio dei ministri e dal 29 marzo 2012 al 13 aprile 2017, quando ha ricoperto la carica di presidente onorario.
Il 13 aprile 2017, dopo mesi di trattative, la holding della famiglia Berlusconi, la Fininvest, comunicò di aver ceduto la totalità delle quote del Milan in suo possesso all'imprenditore cinese Li Yonghong, per circa 600 milioni di euro.
Durante il periodo in cui Berlusconi ne ha detenuto la maggioranza azionaria, il Milan ha vinto 8 campionati italiani, 1 Coppa Italia, 7 Supercoppe italiane, 5 Coppe dei Campioni/UEFA Champions League, 5 Supercoppe UEFA, 2 Coppe Intercontinentali e una Coppa del mondo per club FIFA, per un totale di 29 trofei ufficiali in 31 anni.
Nei primi anni 1990 Berlusconi estese l'attività sportiva del Milan, trasformandolo in una società polisportiva, costituita comprando i titoli sportivi di società lombarde di varie discipline quali baseball, rugby, hockey su ghiaccio, pallavolo. La polisportiva si sciolse nel 1994, dopo la vittoria elettorale, e le squadre in essa confluite (Amatori Milano di rugby, Gonzaga Milano, già Mantova, di pallavolo, Devils Milano di hockey e Milano Baseball) seguirono destini diversi.
Il 28 settembre 2018, tramite la Fininvest, è divenuto proprietario del Monza, club calcistico allora militante in Serie C. Nel 2020 ha ottenuto la promozione in Serie B e nel 2022 in Serie A.

#### Assetto societario
All'atto di entrare in politica, Silvio Berlusconi ha lasciato tutte le cariche sociali che ricopriva nelle sue imprese, rimanendone proprietario. La gestione è stata affidata a storici amici del Cavaliere, come Fedele Confalonieri o Adriano Galliani, e successivamente ai figli Marina e Pier Silvio.
Le sue principali attività imprenditoriali sono possedute dalla holding Fininvest, di cui risultava azionista al 61,2% alla data di morte, attraverso quattro holding. La quota restante era già nelle mani dei cinque figli (7,65% a testa per Marina e Pier Silvio e 7,143% a testa a Barbara, Eleonora e Luigi). Fininvest controlla a sua volta MFE - MediaForEurope (48,57% con maggioranza dei diritti di voto), Mondadori (53,3%), Banca Mediolanum (30,1%), AC Monza (100%) e Teatro Manzoni (100%).
La maggior parte del suo patrimonio immobiliare era nelle mani delle società Dolcedrago S.p.A, di cui possedeva il 99,5% (il restante 0,5% è diviso in parti uguali tra i figli Marina e Pier Silvio). La Dolcedrago possiede e gestisce immobili in Italia e all'estero, tra cui Villa San Martino ad Arcore, due ville a Porto Rotondo (le confinanti Villa Certosa e Villa Stephanie), una a Macherio, Lesa, Lesmo e alle Bermuda. La Dolcedrago S.p.A controlla anche le quote di maggioranza di altre piccole e medie società immobiliari italiane.
Berlusconi possedeva inoltre un importante patrimonio personale, tra cui case a Milano, ville, denaro, imbarcazioni e box garage.
Nel 2023 Forbes stima tutto il patrimonio della famiglia Berlusconi in 6,8 miliardi di dollari (circa 6,42 miliardi di euro), collocando Berlusconi stesso al 3° posto nella classifica degli uomini più ricchi d'Italia ed al 352º di quella dei più ricchi del mondo.

### Esordi in politica e sostegno al Partito Socialista Italiano

Silvio Berlusconi nel 1984 insieme a Bettino Craxi, allora a capo del governo italiano

Le primissime prese di posizione politiche di Berlusconi in pubblico risalgono al luglio 1977, allorché sostenne la necessità che il Partito Comunista Italiano (che l'anno precedente aveva superato il 34% dei voti) "rimanesse confinato all'opposizione dall'azione di una Democrazia Cristiana trasformata in modo da recuperare al governo il Partito Socialista Italiano", alla segreteria del quale era asceso nel luglio del 1976 Bettino Craxi. Berlusconi e Craxi furono legati da un forte rapporto di amicizia, dopo che il loro incontro era stato propiziato a metà anni settanta dall'uomo di fiducia di Craxi, l'architetto milanese Silvano Larini. Craxi e il PSI mostrarono per tutti gli anni successivi una significativa apertura verso le TV private, culminata con il varo del cosiddetto "decreto Berlusconi" del 16 ottobre 1984 e con la sua reiterazione attraverso il "Berlusconi bis" nel successivo 28 novembre.

Silvio Berlusconi nel 1985 insieme a Giulio Andreotti, allora ministro degli Esteri

Nel corso degli anni ottanta e fino al 1992, Berlusconi sosterrà sui suoi network con molteplici spot elettorali il PSI. Nel 1984, Craxi è padrino di battesimo di Barbara Berlusconi. Nel 1990, alla celebrazione del matrimonio tra Veronica Lario e Silvio Berlusconi, la moglie di Craxi Anna Maria Moncini e Gianni Letta sono i testimoni di nozze per la sposa, mentre Craxi e Fedele Confalonieri lo sono per lo sposo. Come ulteriore testimonianza della vicinanza di Berlusconi a Craxi, va ricordata la realizzazione di uno spot televisivo di ben 12 minuti, girato dalla regista Sally Hunter e presentato nella primavera del 1992 per essere trasmesso sulle emittenti di Berlusconi nel corso della campagna elettorale, nel quale compare lo stesso Berlusconi vicino ad un pianoforte che, commentando l'esperienza dei governi presieduti da Bettino Craxi (1983-1987), dichiara: «Ma c'è un altro aspetto che mi sembra importante, ed è quello della grande credibilità politica di quel governo. La grande credibilità politica sul piano internazionale, che è - per chi da imprenditore opera sui mercati - qualcosa che è necessario per poter svolgere un'azione positiva in ambienti anche politici sempre molto difficili per noi italiani, e qualche volta addirittura ostili».
Infine, nell'ultimo periodo politico di Craxi (1993), in occasione dell'ennesima richiesta di autorizzazione a procedere avanzata dalla magistratura contro l'ex leader socialista e respinta dalla Camera, Berlusconi espresse pubblicamente la propria solidale soddisfazione.

### "Discesa in campo"

Berlusconi annuncia il suo ingresso in politica (26 gennaio 1994)

Nel novembre 1993, in occasione delle elezioni comunali di Roma, intervistato all'uscita dell'Euromercato di Casalecchio di Reno, auspicò la vittoria di Gianfranco Fini, all'epoca segretario del Movimento Sociale Italiano, che perse la tornata elettorale contro Francesco Rutelli.
Nell'inverno del 1993, in seguito al vuoto politico che si era formato dopo lo scandalo di Tangentopoli, Berlusconi decide di scendere direttamente in prima persona nell'arena politica italiana. Dall'esperienza dei club dell'Associazione Nazionale Forza Italia, guidati da Giuliano Urbani e dalla diretta discesa in campo di funzionari delle sue imprese, soprattutto di Publitalia '80, nasce così il nuovo movimento politico Forza Italia, uno schieramento di centrodestra che, nelle intenzioni, deve restituire una rappresentanza agli elettori moderati e contrapporsi ai partiti di centrosinistra. Il 26 gennaio 1994 Berlusconi rilascia una dichiarazione preregistrata a tutte le televisioni, in cui afferma la sua scelta con queste parole:
Allo stesso tempo Berlusconi dà le dimissioni da tutti gli incarichi presso il gruppo da lui fondato (affidando la gestione ai figli o a persone di fiducia e mantenendone la proprietà), mantenendo soltanto la presidenza del Milan.
L'eleggibilità di Berlusconi è oggetto di dibattito, in relazione all'articolo 10 del D.P.R. n. 361 del 1957, secondo cui «non sono eleggibili [...] coloro che [...] risultino vincolati con lo Stato [...] per concessioni o autorizzazioni amministrative di notevole entità economica». Nel luglio 1994 la Giunta per le elezioni (con la presenza di due terzi dei deputati) respinge a maggioranza tre ricorsi che lamentavano l'illegittimità dell'elezione di Berlusconi. La stessa questione verrà ridiscussa nell'ottobre 1996 dalla Giunta per le elezioni che, a maggioranza, delibererà di archiviare i reclami per "manifesta infondatezza".

### Campagna elettorale ed elezioni del 1994
Sovvertendo le previsioni espresse dai principali quotidiani nazionali, le elezioni politiche del 27 e 28 marzo 1994 si concludono con la vittoria elettorale di Forza Italia in corsa con la Lega Nord di Umberto Bossi nelle regioni settentrionali e con il MSI di Gianfranco Fini nel resto d'Italia. Negli ultimi mesi di campagna elettorale, alcuni fra i volti più famosi delle reti Fininvest dichiarano in televisione il loro appoggio politico, all'interno dei programmi di intrattenimento da loro condotti, scatenando reazioni che in seguito determineranno l'emanazione delle regole per la cosiddetta par condicio elettorale.

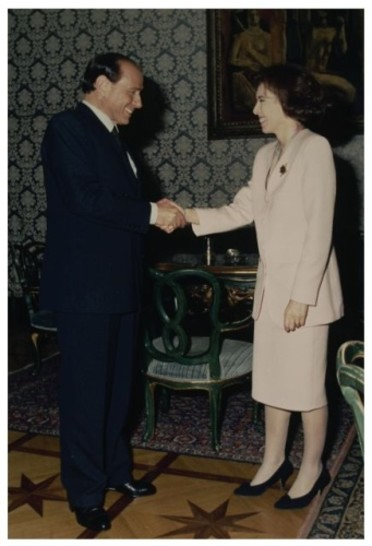
26 aprile 1994; la presidente della Camera dei deputati Irene Pivetti riceve il presidente del Consiglio dei Ministri Silvio Berlusconi

La prima esperienza di governo di Silvio Berlusconi, avviata il 10 maggio 1994, ha però vita dura e breve e si conclude nel dicembre dello stesso anno, quando la Lega Nord ritira l'appoggio al Governo e avvia una violenta campagna ai danni dell'ex alleato Berlusconi, esplicitamente accusato di appartenere alla mafia. 
Il 22 novembre 1994, mentre presiede a Napoli la Conferenza mondiale delle Nazioni Unite sulla criminalità organizzata, Berlusconi si vede recapitare un invito a comparire dinanzi alla Procura di Milano, nell'ambito delle indagini sul suo gruppo.
Il 22 dicembre Berlusconi rassegna le proprie dimissioni al presidente della Repubblica Oscar Luigi Scalfaro. Al suo posto viene formato un governo tecnico guidato da Lamberto Dini, Ministro del tesoro del governo uscente. Berlusconi prima chiese invano le elezioni anticipate e poi scelse di non sostenere il nuovo governo. Negli anni successivi, Berlusconi attribuirà la responsabilità della caduta del suo governo all'inaffidabilità di Bossi. In seguito, anche per il riavvicinamento con la Lega Nord in occasione delle elezioni politiche del 2001, accuserà la magistratura e Scalfaro, il quale, secondo lo stesso Berlusconi, avrebbe indotto Bossi a ritirare l'appoggio all'esecutivo, compiendo «un golpe».

### Campagna elettorale 1996 e capo dell'opposizione fino al 2001
Le successive elezioni sono vinte da L'Ulivo (con l'appoggio esterno di Rifondazione Comunista), la coalizione di centro-sinistra capeggiata da Romano Prodi, il quale subentra a Dini alla Presidenza del Consiglio. Berlusconi guida quindi l'opposizione di centrodestra fino al 2001.
Durante la legislatura collabora con Massimo D'Alema alla Bicamerale, che si occupa principalmente di riforme costituzionali e giudiziarie.

### Campagna elettorale 2001 e capo del governo fino al 2006

Silvio Berlusconi presenta e firma il "Contratto con gli italiani" a Porta a Porta di Bruno Vespa l'8 maggio 2001.

Berlusconi torna al potere in occasione delle elezioni del 2001, con la vittoria della Casa delle Libertà, coalizione da lui guidata che comprende, oltre a Forza Italia, i principali partiti di centrodestra (inclusa la Lega Nord), mentre il centrosinistra si presenta diviso. Durante la campagna elettorale Berlusconi sigla, presso la trasmissione Porta a Porta di Bruno Vespa, il cosiddetto Contratto con gli italiani: un accordo fra lui e i suoi potenziali elettori in cui si impegna, in caso di vittoria, a realizzare ingenti sgravi fiscali, il dimezzamento della disoccupazione, l'avviamento di centinaia di opere pubbliche, l'aumento delle pensioni minime e la riduzione del numero di reati, e si impegna a non ricandidarsi alle successive elezioni nel caso in cui almeno quattro dei cinque punti principali non venissero realizzati.

L'11 giugno Berlusconi viene per la seconda volta nominato presidente del consiglio, dando inizio al Governo Berlusconi II. Durante il secondo semestre del 2003 ricopre la carica di presidente del Consiglio dell'Unione europea in quanto capo del Governo italiano.

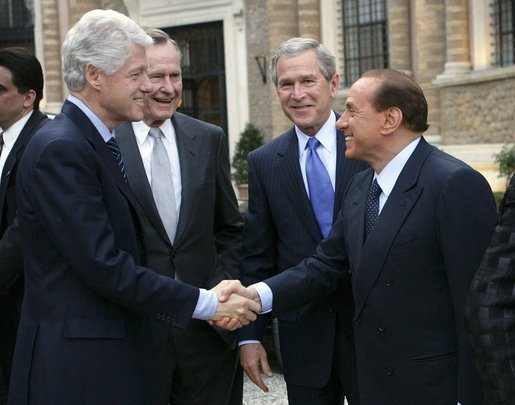
Tre presidenti degli Stati Uniti d'America (da sinistra, Bill Clinton, George H. W. Bush e il figlio George W. Bush) insieme a Silvio Berlusconi il 20 agosto 2005

Dopo la pesante sconfitta della Casa delle Libertà alle elezioni regionali del 2005, si apre una rapida crisi di governo: Berlusconi si dimette il 20 aprile e dopo due giorni viene varato il Governo Berlusconi III, che ricalca in gran parte come composizione e azione politica il precedente Governo Berlusconi II.

### Campagna elettorale 2006 e opposizione

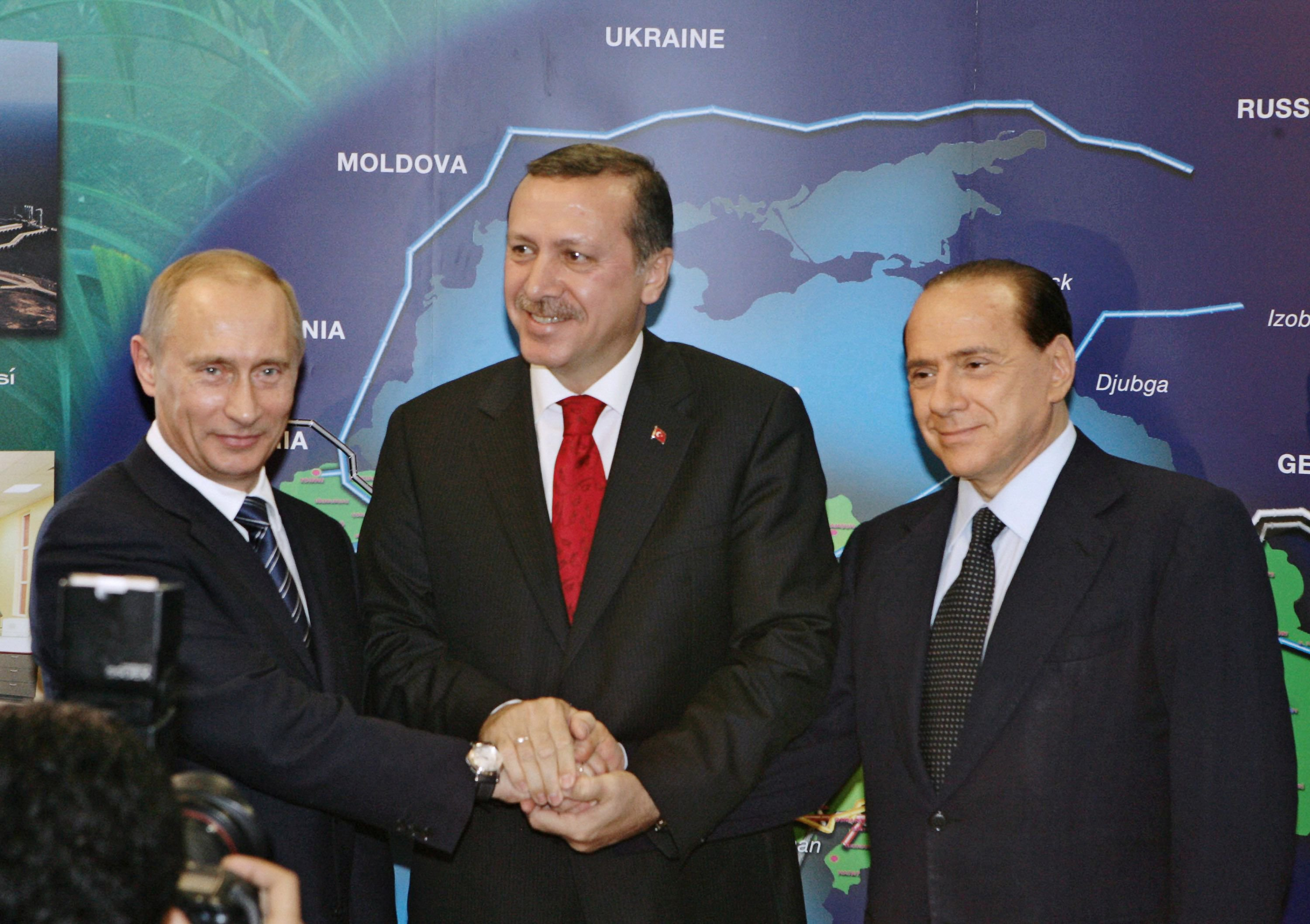
Da sinistra, il capo del governo russo Vladimir Putin, il premier turco Recep Tayyip Erdoğan e Silvio Berlusconi all'inaugurazione ufficiale del gasdotto Blue Stream (27 novembre 2005)

Il periodo immediatamente precedente alle elezioni politiche del 2006 è infiammato dalla pubblicazione di sondaggi, commissionati prevalentemente dai quotidiani nazionali, che prevedono una vittoria de L'Unione, la coalizione di centrosinistra formatasi a sostegno della ricandidatura di Romano Prodi alla carica di capo del governo, con circa il 5% di vantaggio rispetto alla Casa delle Libertà. Solo tre sondaggi elaborati su commissione di Berlusconi da una società statunitense attribuiscono un lieve vantaggio per la Casa delle Libertà.
A marzo 2006, durante la visita ufficiale negli Stati Uniti, è invitato a pronunciare un discorso ai due rami del Congresso degli Stati Uniti riuniti in seduta comune, come era precedentemente accaduto a De Gasperi, Craxi e Andreotti. Durante l'orazione, il presidente del Consiglio ringrazia gli Stati Uniti per la liberazione dell'Italia durante la seconda guerra mondiale. Nel dicembre 2010 un documento dell'ambasciata americana in Italia, risalente a pochi giorni prima dell'incontro con Bush dell'ottobre 2005 e diffuso da WikiLeaks, ha rivelato che quell'intervento al Congresso era stato esplicitamente chiesto fin dall'autunno da Berlusconi, per fini di campagna elettorale, e che egli avrebbe puntato nella campagna elettorale su una politica estera pro-USA, contrapposta a quella europeista di Prodi, soprattutto sulla questione irachena.
I due candidati alla guida del governo, Silvio Berlusconi e Romano Prodi, si incontrano in due dibattiti televisivi molto seguiti, andati in onda su Rai 1. Berlusconi conclude il secondo dibattito il 3 aprile annunciando, a sorpresa, di voler eliminare l'imposta comunale sugli immobili (ICI) sulla prima casa. Nei giorni successivi, durante la trasmissione Radio anch'io su Rai Radio 1, promette anche l'eliminazione della tassa sui rifiuti.

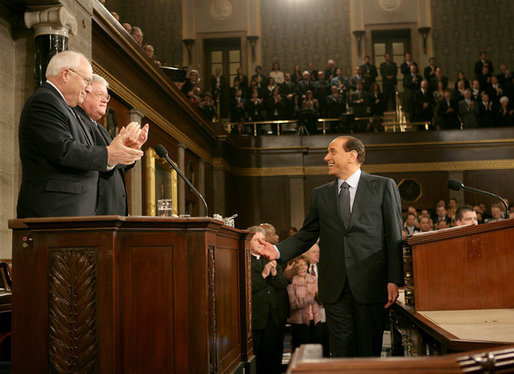
1º marzo 2006: Silvio Berlusconi parla innanzi al Congresso degli Stati Uniti riunito in sessione plenaria

L'esito delle elezioni del 2006 è caratterizzato da una forte incertezza perdurata fino al termine dello scrutinio delle schede e si risolve con una leggera prevalenza della coalizione di centrosinistra capeggiata da Romano Prodi.
Dopo l'esito del voto, Berlusconi inizialmente contesta il risultato delle votazioni denunciando brogli e chiedendo il riconteggio dei voti. Successivamente giudica l'esito un «sostanziale pareggio», e suggerisce di formare un governo istituzionale di coalizione ispirato alla Große Koalition tedesca, proposta però rifiutata dai partiti del centrosinistra e dalla Lega Nord. A Palazzo Chigi si insedia quindi Prodi, sostenuto dalla coalizione di centro-sinistra.
Le Giunte per le elezioni, attivatesi per il riconteggio delle schede bianche e nulle, nel settembre 2007 confermeranno il risultato elettorale, tuttavia Berlusconi non riconoscerà mai la vittoria dell'avversario.
Nel novembre del 2006, annunciando dal palco di un convegno a Montecatini Terme l'intenzione di "convincere tutte le forze politiche della Casa delle libertà a fondersi in un unico grande partito della libertà", viene colto da improvviso malore con conseguente breve perdita dei sensi.

### Nascita del Popolo della Libertà, vittoria del 2008 e dimissioni da Presidente del Consiglio nel 2011

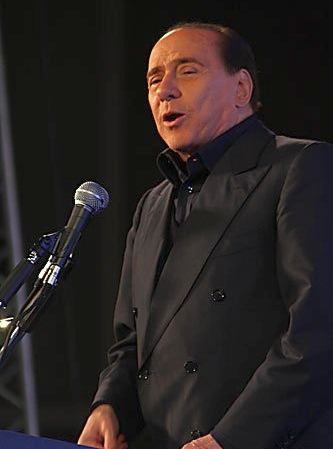
Berlusconi in un incontro del Popolo della Libertà nel 2008

Dal 16 al 18 novembre 2007 Berlusconi ha organizzato una petizione popolare per richiedere elezioni anticipate, con l'obiettivo di raccogliere almeno 5 milioni di firme. Il risultato comunicato da Sandro Bondi è stato di 7 027 734, sebbene ci sia chi ha avanzato dubbi sulla cifra e sulla verifica della regolarità delle adesioni via Internet e via SMS. Con questa cifra alla mano, il 18 novembre durante un comizio in piazza San Babila a Milano Berlusconi ha annunciato lo scioglimento di Forza Italia e la nascita del Popolo della Libertà, un nuovo soggetto politico contro i «parrucconi della politica», che fonderà insieme a Gianfranco Fini. Il giorno successivo, in una conferenza stampa tenuta a Roma in Piazza di Pietra ha sostenuto che «il bipolarismo […] nella presente situazione italiana, con la frammentazione dei partiti che esiste, non è qualcosa che può funzionare per il governo del Paese» e ha dichiarato la sua disponibilità a trattare per la realizzazione di un sistema elettorale proporzionale puro con sbarramento alto per evitare il frazionamento dei partiti.

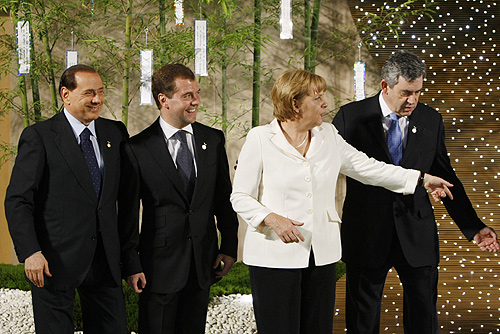
Da sinistra: Silvio Berlusconi, Dmitrij Medvedev, Angela Merkel e Gordon Brown al G8 di Hokkaido (7 luglio 2008)

Berlusconi ha affermato che il nuovo partito «intende rovesciare la piramide del potere» e che la scelta del nome, dei valori, dei programmi, dei rappresentanti e del leader del nuovo soggetto politico spetta ai cittadini e non alle segreterie. Una successiva petizione popolare tenutasi il 1º e 2 dicembre 2007 ha stabilito, con il 63,14% delle preferenze, che il nome di tale formazione politica fosse Il Popolo della Libertà. Tale nome era già stato utilizzato per definire i partecipanti alla manifestazione contro il Governo Prodi tenutasi il 2 dicembre 2006 che aveva visto, secondo gli organizzatori, scendere in piazza 2 200 000 persone.
Durante la XV legislatura Berlusconi è stato in assoluto il deputato più assenteista: 4623 assenze su 4693 votazioni parlamentari.
Il 14 aprile 2008 la coalizione formata da Popolo della Libertà, Lega Nord e Movimento per l'Autonomia a sostegno della candidatura di Silvio Berlusconi a presidente del consiglio ha vinto le elezioni politiche con circa il 47% dei voti e ha ottenuto un'ampia maggioranza in entrambi i rami del Parlamento. Il successivo 8 maggio, con il giuramento nelle mani del presidente della Repubblica Giorgio Napolitano, Berlusconi ha inaugurato il suo quarto governo.

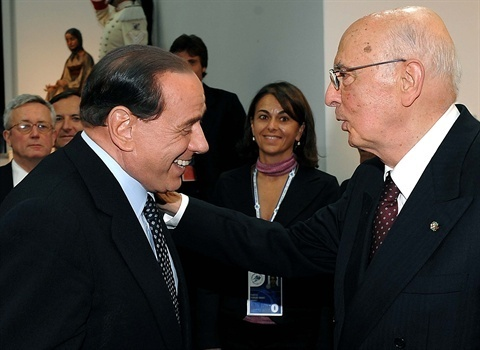
Silvio Berlusconi con il presidente della Repubblica Italiana Giorgio Napolitano, in occasione del pranzo offerto ai capi di Stato partecipanti al G8 tenutosi a L'Aquila, 9 luglio 2009

Il 30 agosto 2008 il dittatore della Libia Muʿammar Gheddafi e Berlusconi hanno firmato un accordo tra Italia e Libia noto come trattato di Bengasi. Tale trattato stabiliva una cornice di partenariato tra i due Paesi e prevedeva il pagamento da parte dell'Italia di 5 miliardi di dollari (tramite esborso di 250 milioni di dollari all'anno per 20 anni) alla Libia come compensazione per l'occupazione militare. In cambio, la Libia avrebbe preso misure per combattere l'immigrazione clandestina dalle sue coste verso l'Italia e avrebbe favorito gli investimenti nelle aziende italiane. Il trattato fu ratificato dall'Italia il 6 febbraio 2009 e dalla Libia il 2 marzo, durante una visita di Berlusconi a Tripoli.

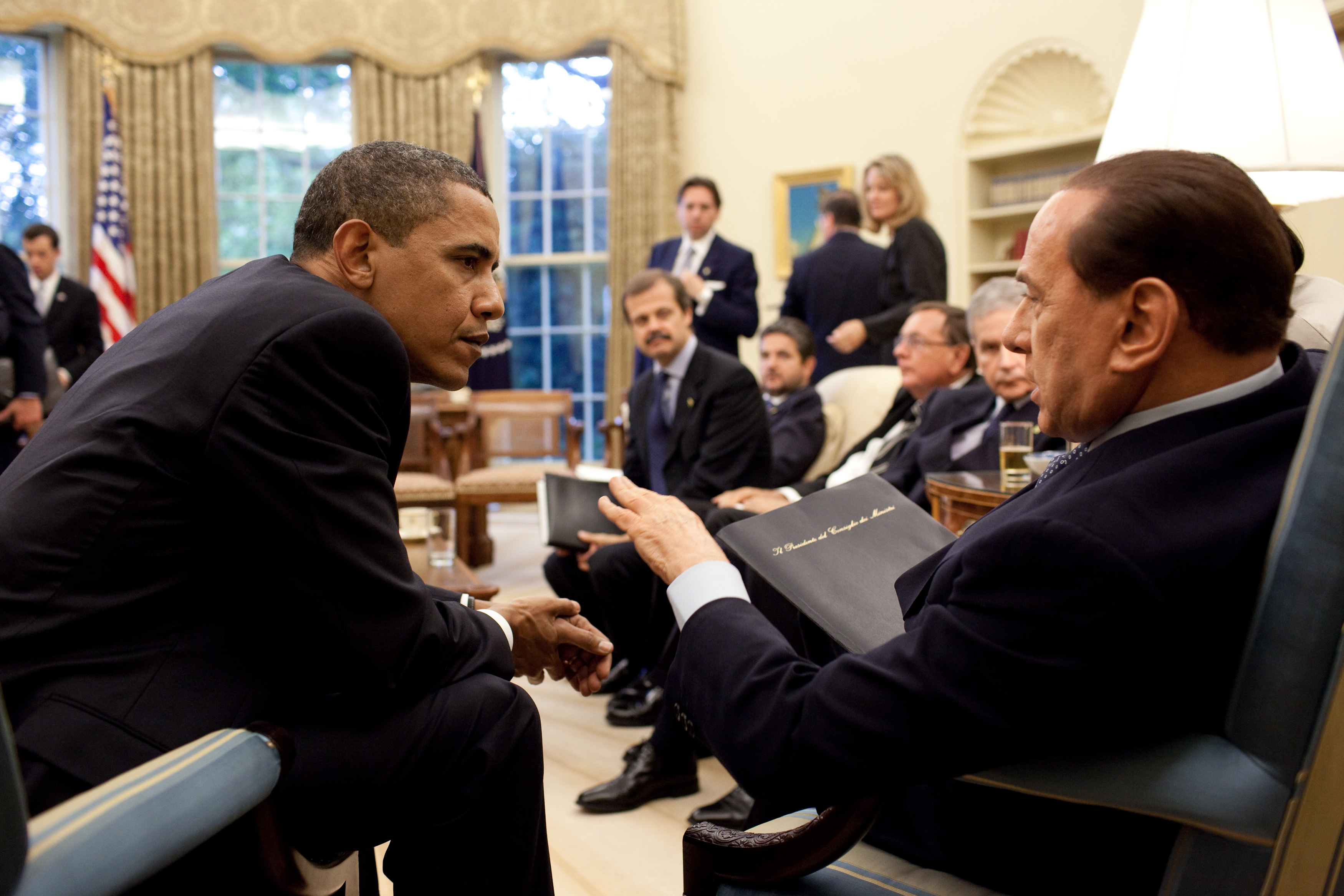
Silvio Berlusconi nello Studio Ovale della Casa Bianca il 17 giugno 2009 insieme al Presidente degli Stati Uniti d'America Barack Obama

Il 29 marzo 2009 Berlusconi viene eletto all'unanimità e per alzata di mano presidente del Popolo della Libertà.
Il 3 febbraio 2010 Berlusconi, durante la sua visita in Israele, diventa il primo Presidente del Consiglio italiano a tenere un discorso davanti alla Knesset, il parlamento israeliano. Nel suo intervento, Berlusconi ha definito «un'infamia» le leggi razziali del 1938 e ha assicurato che l'Italia guarda al popolo ebraico come a «un fratello maggiore».

#### Il 2011

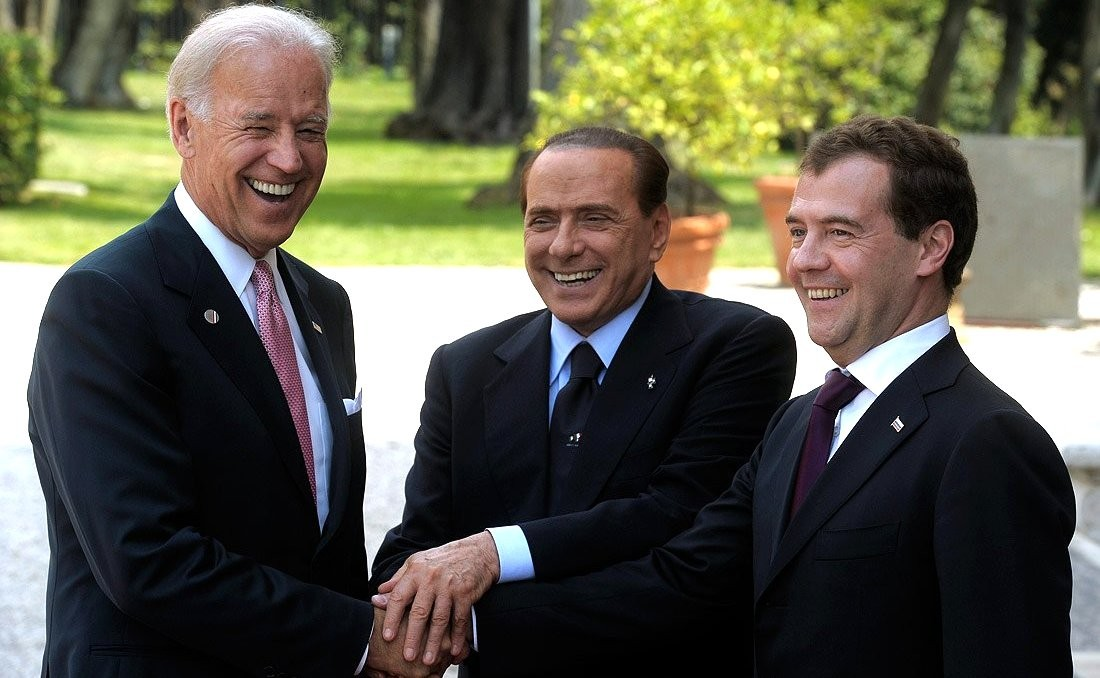
Silvio Berlusconi insieme al Vicepresidente degli Stati Uniti Joe Biden e al presidente russo Dmitrij Medvedev in Italia nel giugno 2011

Il 2011 si rivela essere per Berlusconi e la sua coalizione un anno molto difficile, pieno di eventi e di cambiamenti: già da febbraio 2011 si troverà a dover gestire lo sviluppo della delicata primavera araba, in cui si ritrovavano coinvolti i capi di Stato dei paesi nordafricani con cui aveva stretti rapporti. Tra maggio e giugno, poi, Berlusconi subirà delle sconfitte pesanti prima alle amministrative, soprattutto a Milano, che vede la vittoria del candidato del centrosinistra Giuliano Pisapia dopo 18 anni di governo del centrodestra (e in particolare i due immediati predecessori di Pisapia, Letizia Moratti e Gabriele Albertini, erano stati molto vicini a Berlusconi), e poi, dopo appena due settimane, ai referendum abrogativi (i primi a superare il quorum dal 1995). A partire da inizio luglio, infine, inizierà un'improvvisa e grave crisi finanziaria, ribattezzata dalla stampa "crisi dello spread", che porterà Berlusconi ad essere sempre più in difficoltà su ogni fronte.

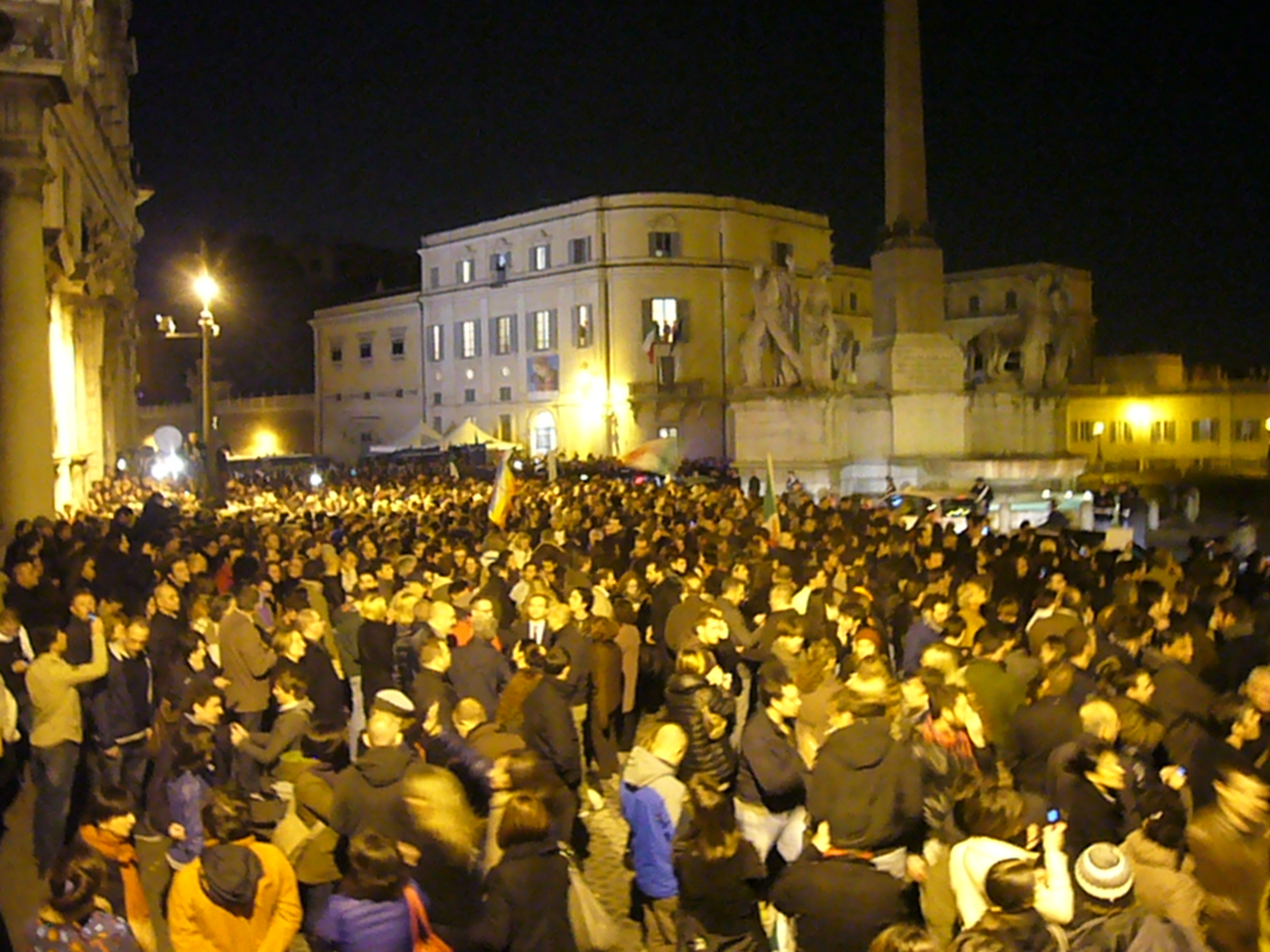
Roma, 12 novembre 2011: folla sotto il Quirinale in attesa che Berlusconi vada a rassegnare le dimissioni

La sera del 12 novembre 2011, dopo l'approvazione della legge di stabilità 2012 in entrambe le camere del Parlamento, Silvio Berlusconi, come aveva precedentemente concordato con il capo dello Stato Giorgio Napolitano, sale al Quirinale per rassegnare le dimissioni da presidente del consiglio dei ministri e quelle del suo governo, a causa della perdita della maggioranza assoluta alla Camera dei deputati e della grave crisi finanziaria che attanaglia il Paese e altri Stati europei (vedi Grande recessione). Dal 16 novembre gli succederà il governo Monti, secondo esecutivo tecnico dell'Italia repubblicana dopo quello guidato da Lamberto Dini.

### Nuova candidatura, condanna e ritorno a Forza Italia
Dopo aver presentato formalmente il passaggio di consegne con Mario Monti come atto politico, Berlusconi partecipa come deputato ad alcune iniziative parlamentari diradando però le sue uscite pubbliche.
Nel pomeriggio del 24 ottobre 2012, in un comunicato stampa ufficiale, Berlusconi annuncia di non volersi ricandidare alla Presidenza del Consiglio, dando il benestare alle primarie per la scelta del candidato Presidente del Consiglio del centro-destra per il 16 dicembre.

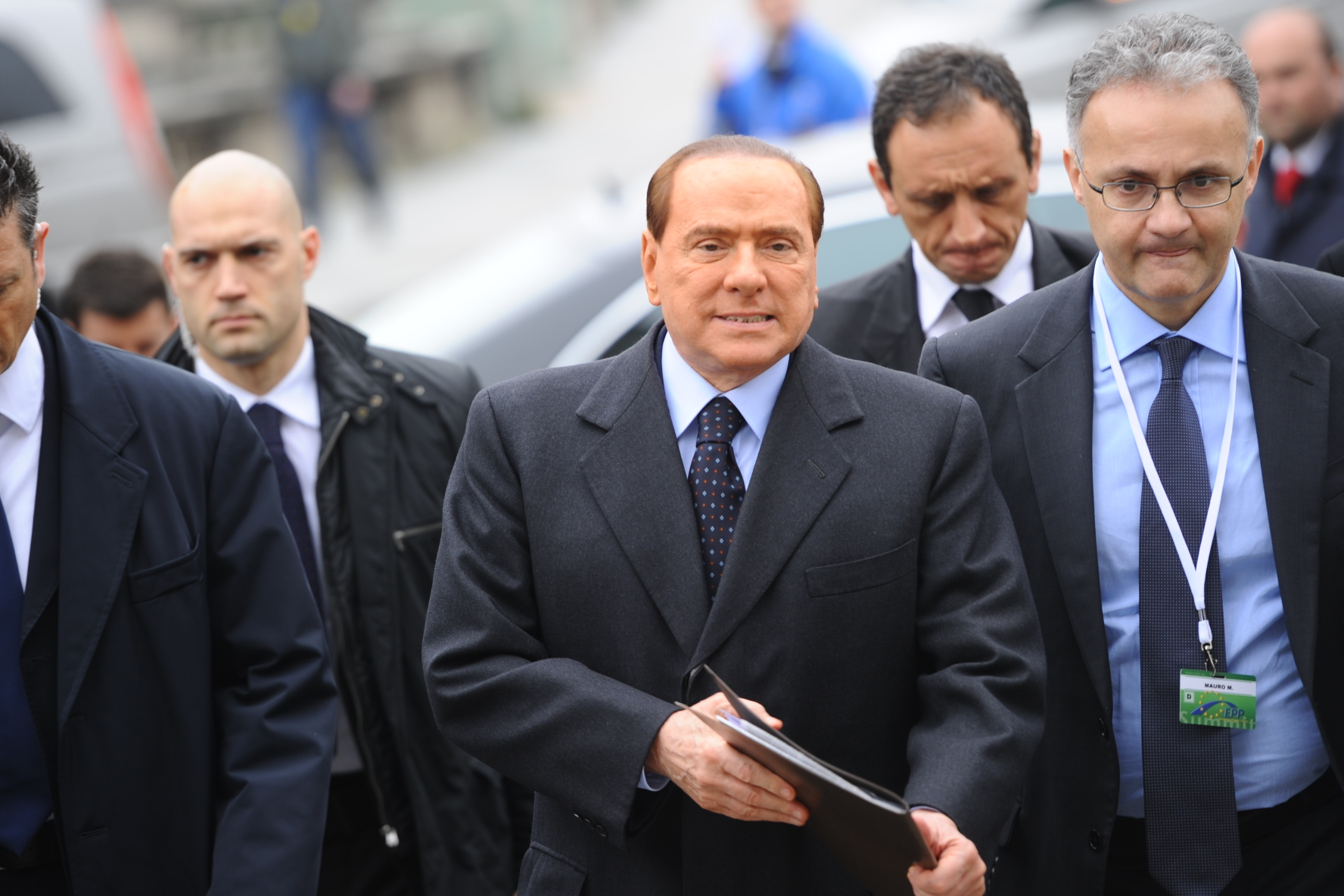
Silvio Berlusconi al summit del Partito Popolare Europeo nel marzo 2012. Alla sua sinistra Mario Mauro.

Nelle settimane successive tuttavia si rincorrono con sempre maggiore insistenza voci che danno Berlusconi pronto a candidarsi nuovamente, suscitando reazioni contrapposte all'interno del mondo politico. Il 6 dicembre 2012 il segretario del PdL Angelino Alfano annuncia la candidatura di Berlusconi alle elezioni politiche del 2013, aggiungendo contestualmente che non si terranno più le primarie del partito. Due giorni dopo, è lo stesso Berlusconi a confermare la sua decisione di scendere nuovamente in campo. Alle successive elezioni la coalizione di centro-destra viene battuta da quella guidata da Pier Luigi Bersani con un scarto di soli 300 000 voti, mentre Berlusconi viene eletto per la prima volta come senatore. Pur vincendo, il centro-sinistra non ha numeri sufficienti per poter governare da solo; nell'aprile 2013 il PdL accetta di formare un governo di larghe intese insieme al Partito Democratico e Scelta Civica, con Enrico Letta presidente del Consiglio.
Dopo la sconfitta incassata, seppur minima come distacco, nelle politiche, e il pesante tonfo delle amministrative, il 29 giugno 2013 Berlusconi annuncia l'intenzione di rifondare Forza Italia come movimento politico autonomo. Il 16 novembre il Consiglio Nazionale del partito sancisce la rinascita di Forza Italia, passando all'opposizione del Governo Letta.
Il 1º agosto 2013 Berlusconi viene condannato in via definitiva dalla Cassazione per frode fiscale, nell'ambito del cosiddetto processo Mediaset iniziato circa 8 anni prima; il collegio dispose tuttavia il rinvio alla Corte d'appello di Milano per la rideterminazione della pena accessoria dell'interdizione dai pubblici uffici. Il 4 ottobre la Giunta delle elezioni e delle immunità parlamentari del Senato ha votato a favore della decadenza di Berlusconi da senatore per effetto della legge n. 235 del 31/12/2012, cosiddetta legge Severino. Il 19 ottobre la Corte d'appello condanna Berlusconi a due anni di interdizione dai pubblici uffici, accogliendo le richieste dell'accusa e respingendo le tesi della difesa, che dispone il ricorso in Cassazione. Si legge nelle motivazioni della sentenza che l'evasione è aggravata dalla posizione pubblica che il leader del PdL occupa.
Il 27 novembre 2013 il Senato convalida la decadenza da senatore di Berlusconi, respingendo nove odg presentati da Forza Italia in contrapposizione alla delibera della Giunta delle elezioni e delle immunità parlamentari del Senato, che si era espressa per la mancata convalida dell'elezione dell'ex Presidente del Consiglio a senatore nella circoscrizione Molise, per effetto del decreto legislativo n. 235 del 31 dicembre 2012 ("Legge Severino"). Al suo posto andò il primo dei non eletti, Ulisse Di Giacomo, aderente al Nuovo Centrodestra.
Dopo la decadenza da senatore, Berlusconi ha affermato di volersi candidare alle elezioni europee, ma il 18 marzo 2014 la Cassazione ha confermato l'interdizione di 5 anni dai pubblici uffici e, di conseguenza, la sua incandidabilità.
Il 19 marzo 2014 si autosospende dalla carica di Cavaliere del Lavoro.
Il 15 aprile 2014 il Tribunale di sorveglianza di Milano, in esecuzione della condanna definitiva nel processo Mediaset, dispone per Berlusconi l'affidamento in prova al servizio sociale. L'esecuzione della pena ha termine il successivo 8 marzo 2015 e Berlusconi riacquista la piena libertà, pur permanendo la sua incandidabilità sino a fine 2018 per effetto della legge Severino.
Nel giugno 2016 Berlusconi viene colpito da una grave insufficienza aortica, a causa della quale rischia la vita e viene urgentemente operato.
Nel 2016 Berlusconi e Forza Italia si schierano in senso contrario alla riforma costituzionale promossa dal governo Renzi, che nel referendum confermativo tenutosi il 4 dicembre viene respinta con quasi il 60% di voti contrari.

### Elezioni del 2018 e perdita della leadership di centro-destra

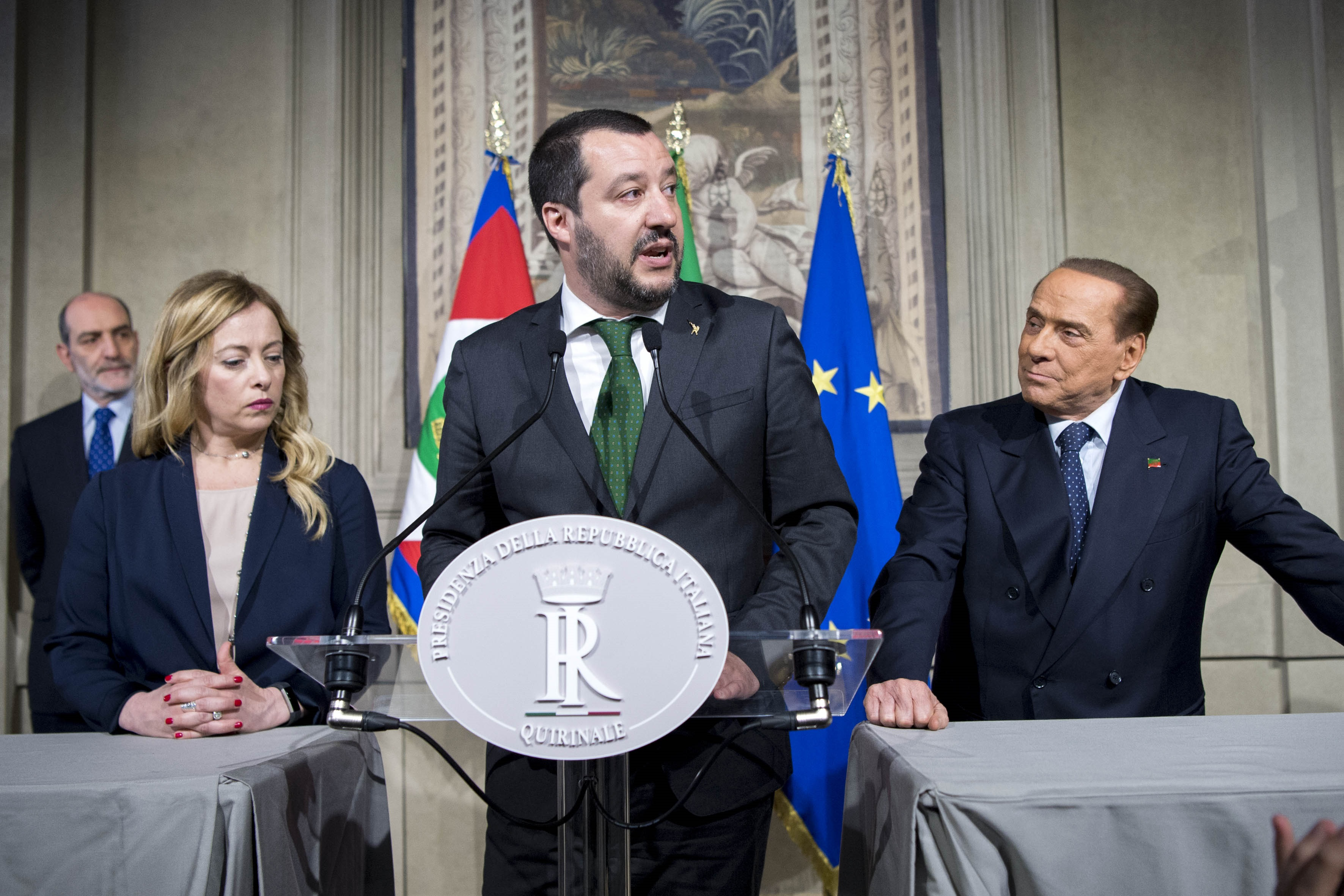
Berlusconi con Matteo Salvini e Giorgia Meloni alle consultazioni al Quirinale, 12 aprile 2018

Alle elezioni politiche del 2018, Berlusconi non può ufficialmente candidarsi per alcun incarico, ma risulta indicato come leader della lista "Forza Italia - Berlusconi Presidente". Dopo il voto, che assicura la maggioranza relativa alla coalizione di centro-destra, Berlusconi si presenta alle consultazioni come leader di Forza Italia e insieme agli altri esponenti del centro-destra indica, senza successo, come candidato presidente del consiglio il segretario della Lega Matteo Salvini, in quanto leader della lista più votata della coalizione.
Il 24 aprile e il 10 maggio 2018 nelle sale cinematografiche italiane escono le due parti di Loro, film di Paolo Sorrentino sulle vicende professionali, politiche e private di Berlusconi. Quest'ultimo prima che il film uscisse aveva dichiarato: «Spero che non sia un'aggressione politica e nei miei confronti» e il regista aveva di conseguenza assicurato che il suo film non era un attacco alla sua persona.
Il 12 maggio 2018 il Tribunale di sorveglianza di Milano lo riabilita dalla pena per frode fiscale a cui era stato condannato nell'agosto 2013, rendendolo perciò candidabile una volta decaduti gli effetti della legge Severino che per sei anni prevedevano la sua esclusione dalla politica.

### Elezioni europee del 2019

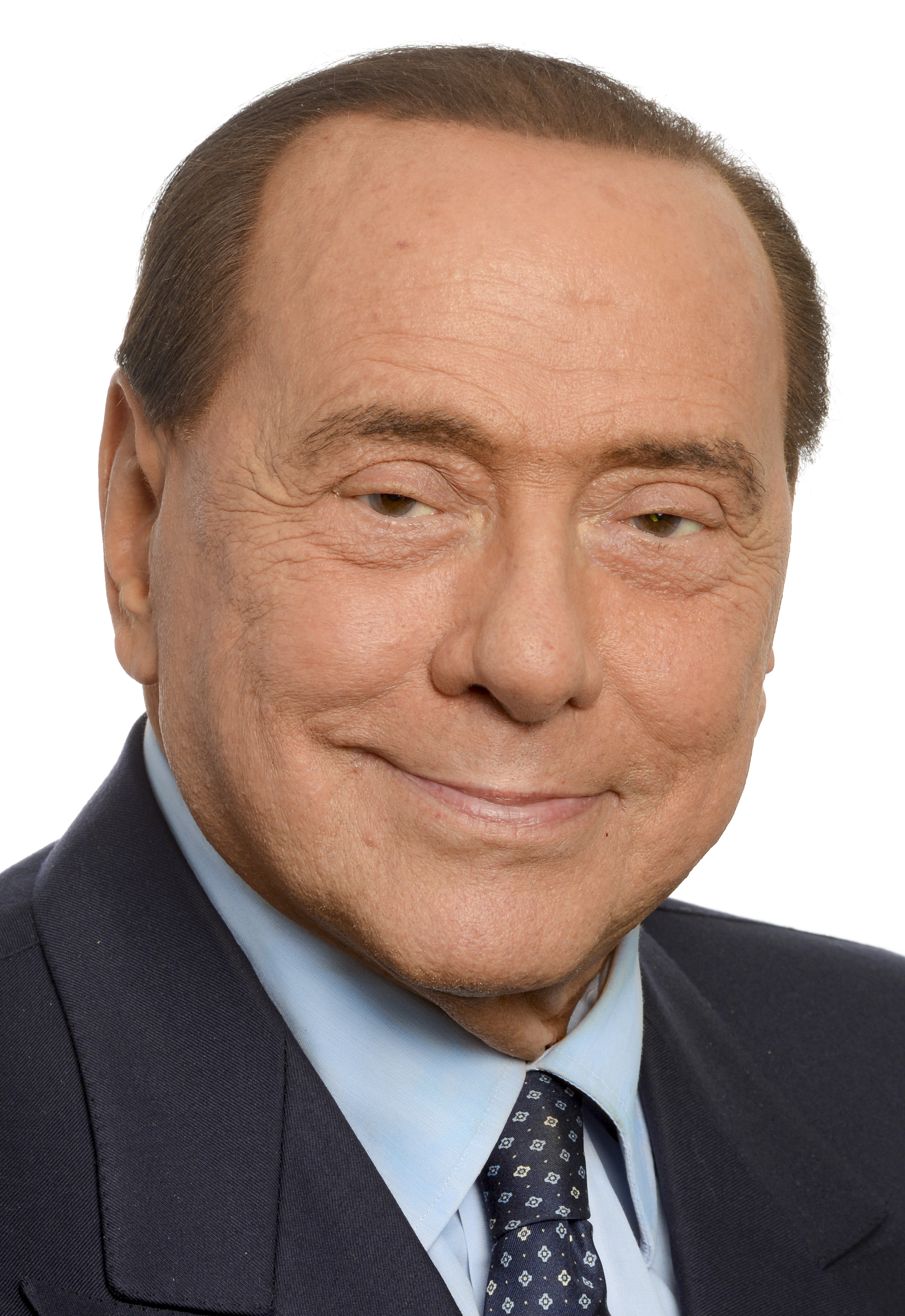
Ritratto ufficiale di Berlusconi come eurodeputato, 2019

In vista delle elezioni europee del 2019 e della sua riabilitazione alla politica, manifesta l'intenzione di candidarsi, proponendosi come capolista in tutte le circoscrizioni (ad eccezione dell'Italia centrale, dove il ruolo è ricoperto da Antonio Tajani).
Il 26 maggio viene eletto europarlamentare, risultando anche il secondo candidato più votato d'Italia con circa 560 000 preferenze personali, dietro al solo Matteo Salvini. Si insedia il 2 luglio, optando per la circoscrizione Italia nord-occidentale; con i suoi 82 anni, risulta l'eurodeputato più anziano della legislatura.

### Candidatura a Presidente della Repubblica del 2022
Nel corso dell'elezione del Presidente della Repubblica Italiana del 2022, il centro-destra manifesta l'intenzione di votare per Berlusconi, il quale però in seguito ritirerà la sua disponibilità alla candidatura.

### Elezioni politiche del 2022
Alle elezioni politiche in Italia del 2022 si ricandida per il Senato della Repubblica ed è eletto nel collegio uninominale Lombardia - 06 (Monza) con il 50,26%, superando la candidata del centrosinistra Federica Perelli (27,14%) e il candidato di Azione - Italia Viva Fabio Giovanni Carmelo Albanese (10,18%). Nello stesso periodo viene riportato dalla stampa che egli mirasse alla presidenza del Senato, ma l'indiscrezione è smentita da Berlusconi stesso (per tale ruolo verrà poi eletto Ignazio La Russa).
Ritorna dunque nell'aula del Senato il 13 ottobre 2022, a quasi 9 anni dalla decadenza. Nelle settimane seguenti, prende parte attivamente alle elezioni dei Presidenti delle Camere e sulla scelta dei ministri per il nuovo governo di centrodestra, di cui Forza Italia fa parte, prendendo parte alle consultazioni con il Quirinale.

### Malattia, morte, esequie e sepoltura

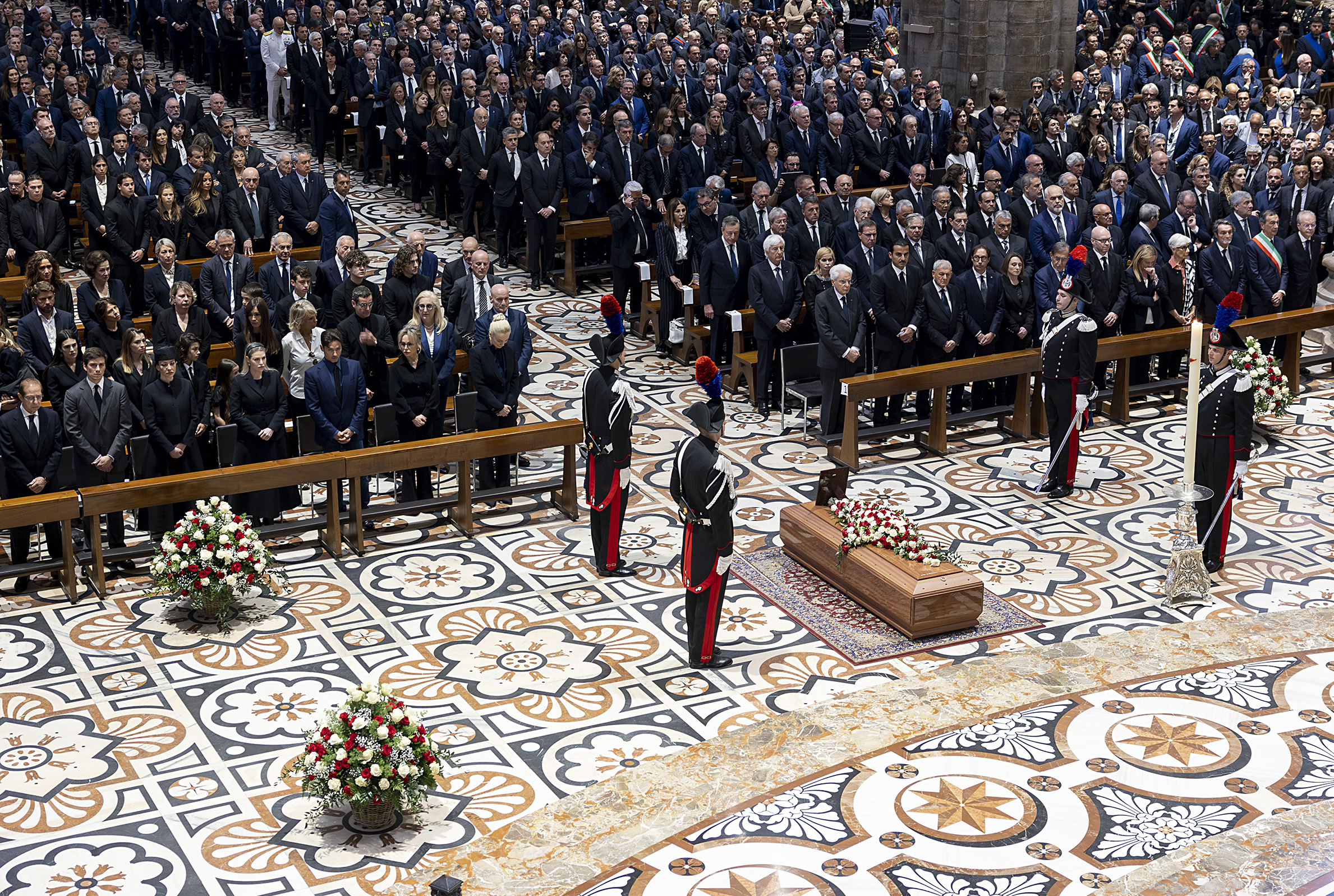
I funerali di Silvio Berlusconi (14 giugno 2023)

Il 27 marzo 2023 viene ricoverato per tre giorni all'ospedale San Raffaele, dopo aver accusato dolori. Il 5 aprile, ritornato nell'ospedale milanese, gli viene diagnosticata una polmonite sorta nel quadro di una leucemia mielomonocitica cronica da cui era affetto; viene dimesso dopo quarantacinque giorni, di cui dodici in terapia intensiva, il 19 maggio.
Tornato nuovamente al San Raffaele il 9 giugno 2023 per una serie di controlli legati alla patologia, Berlusconi muore la mattina del 12 giugno, all'età di 86 anni, a seguito di un ulteriore aggravamento delle sue condizioni cliniche.
In quanto ex presidente del Consiglio dei ministri, Berlusconi ha avuto diritto per legge ai funerali di Stato. In aggiunta, il Consiglio dei ministri italiano ha dichiarato il lutto nazionale nel giorno dei funerali, sospeso per tutta la settimana i lavori parlamentari e ordinato che le bandiere restassero a mezz'asta per tre giorni; la misura, adottata per la prima volta per un ex Presidente del Consiglio, ha suscitato le proteste di diversi politici, nonché di alcuni giuristi, politologi e personalità del giornalismo e della cultura, polemiche ampiamente riprese anche dalla stampa internazionale.
I funerali, alla presenza delle più alte cariche dello Stato, di esponenti politici di vari schieramenti ed altre personalità italiane ed estere, sono stati officiati il 14 giugno nel Duomo di Milano dall'arcivescovo di Milano Mario Delpini. All'indomani delle esequie, la salma è stata cremata e le ceneri sepolte privatamente a villa San Martino, probabilmente non nel mausoleo Volta celeste, costruito nel giardino della dimora di Arcore a fine anni 1980 da Pietro Cascella, ma presso l'antica cappella interna alla dimora, insieme ai resti dei genitori e della sorella Maria Antonietta.
Il 2 novembre 2023 il nome di Silvio Berlusconi è stato iscritto nel famedio del cimitero monumentale di Milano, accanto ai più illustri cittadini milanesi, nel corso di una cerimonia pubblica.

### Eredità
Berlusconi lasciò le sue ultime volontà in forma di testamento olografo, scritto a più riprese su carta intestata "villa San Martino" e depositato presso uno studio notarile milanese, che lo aprì il 6 luglio 2023. 
Su un primo foglio, datato 2 ottobre 2006, aveva disposto di lasciare la quota disponibile del proprio patrimonio per metà ciascuno ai figli Marina e Pier Silvio, ripartendo invece la quota di riserva (o "legittima") equamente tra tutti i suoi figli (Marina, Pier Silvio, Eleonora, Barbara e Luigi). 
Sul secondo foglio, datato 5 ottobre 2020, confermava le disposizioni di 14 anni prima, aggiungendo però una donazione a titolo di legato di 100 milioni di euro a beneficio del fratello Paolo. Il terzo e ultimo foglio, su diversa carta intestata (a nome “Silvio Berlusconi 20862 Arcore - Villa San Martino”), datato 19 gennaio 2022 e consegnato al notaio in seguito al decesso dalla compagna Marta Fascina, è invece strutturato in forma di lettera ai figli (tra i quali, curiosamente, non è menzionato l'ultimogenito Luigi), scritta nelle imminenze di un ricovero all'ospedale San Raffaele: in essa, Berlusconi dispose che dalle eredità destinate a ciascuno di essi dovessero essere estratte ulteriori donazioni, nella misura di 100 milioni di euro al fratello Paolo (non è però chiaro se tale punto ribadisse la disposizione del 2020 o si cumulasse ad essa), 100 milioni all'ultima compagna Marta Fascina e 30 milioni a beneficio di Marcello Dell'Utri «per il bene che gli ho voluto e per quello che loro hanno voluto a me». Sebbene Berlusconi menzionasse i figli indistintamente, è probabile che le donazioni siano state sottratte alla quota disponibile (destinata a Marina e Pier Silvio) non potendo la quota legittima degli altri suoi figli essere ulteriormente ridotta.
Nei giorni successivi all'apertura del testamento, con un comunicato stampa, i figli "ricevuta lettura delle volontà testamentarie del padre Silvio Berlusconi, informano che da esse risulta che nessun soggetto deterrà il controllo solitario indiretto su Fininvest SpA, precedentemente esercitato dal padre stesso".
In data 11 settembre 2023 sono stati pubblicati i patti parasociali di Fininvest, sottoscritti dai figli di Berlusconi. Da essi emerge che l'intero patrimonio, al netto dei legati, risulta così suddiviso:
- Marina Elvira Berlusconi: 29,099%
- Pier Silvio Berlusconi: 29,099%
- Barbara Berlusconi: 13,934%
- Eleonora Berlusconi: 13,934%
- Luigi Berlusconi: 13,934%

Lo stesso documento rende nota la volontà dei figli di esercitare il "participation exemption act", per non pagare imposte sulle quote societarie ereditate. Pertanto, essi si sono impegnati a mantenere, per almeno 5 anni, le partecipazioni in comunione ereditaria (della quale il controllo spetta congiuntamente a Marina e Pier Silvio). La comunione ereditaria sulla restante parte del patrimonio, dopo il saldo delle imposte di successione, può essere sciolta in qualsiasi momento.

## Controversie
Nel corso della sua lunga carriera imprenditoriale e politica, Berlusconi è diventato noto anche per numerosi eventi e comportamenti controversi.

### Attività imprenditoriale

#### Attività edilizia: i finanziamenti di origine ignota
Per avviare la sua attività imprenditoriale nel 1961 nel campo dell'edilizia Berlusconi ottenne una fideiussione dalla Banca Rasini, indicata da Michele Sindona e in diversi documenti della magistratura come la principale banca usata dalla mafia nel nord Italia per il riciclaggio di denaro sporco e fra i cui clienti si potevano elencare Totò Riina, Bernardo Provenzano e Pippo Calò. Nella società fondata da lui e Pietro Canali impegnò 30 milioni di lire, provenienti, secondo quanto da lui affermato, dalla liquidazione anticipata di suo padre Luigi, procuratore della Banca Rasini. Il resto venne da una fideiussione fornita dalla stessa banca.
Riguardo invece all'origine di alcuni finanziamenti, provenienti da conti svizzeri alla Fininvest negli anni 1975-1978, dalla fondazione all'articolazione in 22 holding (i quali ammontavano a 93,9 miliardi di lire dell'epoca) Berlusconi, interrogato in sede giudiziaria dal pubblico ministero Antonio Ingroia, si avvalse della facoltà di non rispondere; così, anche a causa delle leggi svizzere sul segreto bancario, non è stato possibile accedere alle identità dei possessori dei conti cifrati inerenti al flusso di capitali transitato all'epoca e in piena disponibilità della Fininvest.
Nell'agosto 1998 il quotidiano La Padania pubblicò un'inchiesta nella quale si contestava a Berlusconi l'origine di diversi aumenti di capitale di alcune società da lui possedute, avvenuti tra il 1968 e il 1977.
Al tempo in cui Luigi Berlusconi era procuratore generale della Banca Rasini, questa entrò in rapporti d'affari con la Cisalpina Overseas Nassau Bank, nel cui consiglio d'amministrazione figuravano Roberto Calvi, Licio Gelli, Michele Sindona e il vescovo Paul Marcinkus, presidente dello IOR (di fatto la banca dello Stato della Città del Vaticano). Tutti questi personaggi hanno poi avuto un grosso rilievo nella cronaca giudiziaria. Secondo Sindona e alcuni collaboratori di giustizia, la Banca Rasini era coinvolta nel riciclaggio di denaro di provenienza mafiosa (il che spiegherebbe la grossa presenza di finanziatori svizzeri nei primi anni di attività di Berlusconi).
Nel 1999 Francesco Giuffrida, vicedirettore della Banca d'Italia a Palermo, durante il processo Dell'Utri, sostenne (in una consulenza da lui eseguita per conto della Procura di Palermo riguardante la ricostruzione degli apporti finanziari intervenuti alle origini del gruppo Fininvest tra gli anni 1975-1984) che non era possibile identificare la provenienza di alcuni fondi Fininvest del valore di 113 miliardi di lire dell'epoca, in contanti e assegni circolari (corrispondenti a circa trecento milioni di euro odierni). La questione riguardava i sospetti di presunti contributi di capitali mafiosi all'origine della Fininvest.
Querelato per diffamazione da Mediaset, nel 2007 Giuffrida giunse a un accordo transattivo con i legali di questa, per il quale il consulente della Procura ha riconosciuto i limiti delle conclusioni rassegnate nel proprio elaborato e delle dichiarazioni fornite durante il processo (definite incomplete e parziali a causa della scadenza dei termini di indagine, che non gli avevano permesso di approfondire a sufficienza l'origine di otto transazioni dubbie) e la dichiarazione conseguente che le «operazioni oggetto del suo esame consulenziale erano tutte ricostruibili e tali da escludere l'apporto di capitali di provenienza esterna al gruppo Fininvest».
I legali di Giuffrida nel processo per diffamazione hanno comunque rilasciato una dichiarazione, riportata dall'ANSA, in cui sostengono di essere stati avvertiti solo pochi giorni prima (il 18 luglio) del fatto che i legali Mediaset avevano proposto una transazione al loro assistito, di non condividere né quel primo documento ("una bozza di accordo che gli stessi non hanno condiviso, ritenendo che quanto affermato nel documento non corrispondesse alle reali acquisizioni processuali"), né la versione definitiva leggermente corretta ("non sottoscriveranno non condividendo la ricostruzione dei fatti e le affermazioni in esso contenute").
La perizia di Giuffrida era stata ritenuta dai giudici già al tempo basata su "una parziale documentazione", ma era stata ritenuta valida anche in virtù del fatto che non aveva "trovato smentita dal consulente della difesa Dell'Utri", in quanto lo stesso professor Paolo Iovenitti (perito della difesa), davanti alle conclusioni di Giuffrida, aveva ammesso che alcune operazioni erano "potenzialmente non trasparenti" e non aveva "fatto chiarezza sulla vicenda in esame, pur avendo il consulente della difesa la disponibilità di tutta la documentazione esistente presso gli archivi della Fininvest".
Tale ritrattazione, contenuta nell'accordo transattivo raggiunto dai legali Mediaset e il professor Giuffrida a composizione della controversia instaurata dalla Mediaset stessa per diffamazione, non consente comunque di fare chiarezza sulla provenienza dei capitali del gruppo societario facente capo a Silvio Berlusconi.
Berlusconi, essendo iscritto alla loggia massonica Propaganda 2 di Licio Gelli, aveva accesso a finanziamenti altrimenti inottenibili: la Commissione parlamentare d'inchiesta sulla loggia massonica P2, infatti, affermò, nella relazione di maggioranza firmata da Tina Anselmi, che alcuni operatori appartenenti alla Loggia (tra cui Genghini, Fabbri e Berlusconi), trovarono appoggi e finanziamenti presso le banche ai cui vertici risultavano essere personaggi inclusi nelle liste P2 "al di là di ogni merito creditizio".
Il 1º febbraio 2010 Massimo Ciancimino ha raccontato, basandosi su informazioni ricevute direttamente dal padre e su appunti dello stesso ritenuti autentici dalla Polizia scientifica, che il generale dei carabinieri Mario Mori e il colonnello Mauro Obinu, tra la fine degli anni settanta e gli inizi degli anni ottanta, tramite Marcello Dell'Utri e i costruttori Antonino Buscemi e Franco Bonura aveva investito soldi in Milano 2. Il 18 settembre Il Fatto Quotidiano ha pubblicato un appunto di Vito Ciancimino con su scritto: "In piena coscienza oggi posso affermare che sia io, che Marcello Dell'Utri ed anche indirettamente Silvio Berlusconi siamo figli dello stesso sistema ma abbiamo subito trattamenti diversi soltanto ed unicamente per motivi geografici".
Giovanni Scilabra, ex-direttore generale della Banca Popolare di Palermo, in un'intervista ha affermato che Vito Ciancimino e Marcello Dell'Utri nel 1986 gli chiesero un finanziamento di circa 20 miliardi di lire per Berlusconi.

#### La difesa
Le ipotesi di riciclaggio non hanno mai trovato conferma, anche a causa del segreto bancario vigente in Svizzera.
Stando alle dichiarazioni dello stesso Silvio Berlusconi, fu la liquidazione del padre Luigi Berlusconi, divenuto poi collaboratore del figlio all'Edilnord e in molti altri momenti cruciali della sua vita imprenditoriale, che servì a finanziare gli inizi della sua attività imprenditoriale e a costituire la metà del capitale dei Cantieri Riuniti Milanesi.
Silvio Berlusconi si definisce un "uomo che si è fatto da solo" perché il suo successo - stando a queste dichiarazioni - si basa sulle sue "capacità imprenditoriali", sul suo "fiuto per gli affari", sul suo "lavoro indefesso" e su una serie di "fortuite circostanze", che gli avevano garantito la fiducia dei vari finanziatori.

#### Attività nel campo televisivo
La creazione di un gruppo di canali televisivi appariva di fatto in contrasto con la legge in vigore e con le sentenze della Corte costituzionale che, sin dal 1960, aveva mostrato il suo orientamento in materia. Un tema ripreso anche dalla sentenza 148/1981, dove veniva riaffermata la mancanza di costituzionalità nell'ipotesi di permettere ad un soggetto privato il controllo di una televisione nazionale, considerando questa possibilità, visti gli spazi limitati a disposizione, come una lesione al diritto di libertà di manifestazione del proprio pensiero, garantito dall'articolo 21 della Costituzione.
A seguito delle denunce della RAI e dell'ANTI, i pretori di Roma, Torino e Pescara intervennero il 16 ottobre 1984 disponendo - in base al codice postale dell'epoca - il sequestro nelle regioni di loro competenza del sistema che permetteva la trasmissione simultanea nel Paese dei tre canali televisivi. In conseguenza di ciò e per protesta, le emittenti Fininvest interessate dal provvedimento apposero sul video un messaggio, rinunciando a trasmettere la programmazione canonica.
Dopo quattro giorni, il 20 ottobre 1984, il governo di Bettino Craxi intervenne direttamente nella questione aperta dalla magistratura, emanando un decreto-legge in grado di rimettere in attività il gruppo. Ma il 28 novembre il Parlamento, invece di convertirlo in legge, lo rifiutò, giudicandolo incostituzionale e permettendo alla magistratura di riprendere l'azione penale contro Fininvest. Craxi varò quindi il 6 dicembre 1984 un nuovo decreto, ponendo al Parlamento la questione di fiducia, che ottenne. La Corte costituzionale esaminò la legge (10/1985) solo tre anni dopo, mantenendola in vigore, ma sottolineandone la dichiarata transitorietà.
L'approvazione del provvedimento fu da alcuni giustificata nella stretta e mai celata amicizia tra Bettino Craxi e Silvio Berlusconi. Secondo altri, invece, il disegno di modernizzazione del Paese del segretario socialista passava per lo scardinamento del monopolio culturale che - attraverso la RAI - era esercitato dalla Democrazia Cristiana sulla programmazione radiotelevisiva nazionale; l'oligopolio a cui si giunse, però, probabilmente non corrispondeva alla ratio con cui la Corte costituzionale nel 1976 (invocando l'articolo 21 della Costituzione) aveva ammesso a latere della concessionaria pubblica un sistema plurale di molteplici reti, distribuite sul territorio a livello esclusivamente locale.
Il rapporto con Craxi fu documentato nell'archivio dell'ex-presidente del Consiglio, in cui fu trovata anche una lettera a firma di Berlusconi:
Nel 1990 con la legge Mammì si tornò a legiferare in materia e fu stabilito che non si poteva essere proprietari di più di tre canali, non introducendo però limiti che compromettessero l'estensione assunta dalle reti di Berlusconi. L'approvazione della legge rinnovò forti polemiche e cinque ministri del VI Governo Andreotti si dimisero per protesta. Berlusconi, essendo state decise anche norme volte a impedire posizioni dominanti contemporaneamente nell'editoria di quotidiani, venne costretto a cedere una parte delle proprie quote della società editrice de Il Giornale, che vendette al fratello Paolo.
Nel 1994, una nuova sentenza della Corte (la numero 420) dichiarò incostituzionale parte della legge, richiamando la necessità di porre limiti più stretti nella concentrazione di possedimenti in campo mediatico.

##### Retequattro e il digitale terrestre
Berlusconi continua ad operare nel settore televisivo (tramite l'azienda Mediaset) con concessioni a valenza transitoria. La proprietà di Mediaset da parte di Berlusconi ha suscitato notevoli polemiche a causa del conflitto di interessi.
Tale conflitto traspare per esempio nella gestione della concessione di Retequattro. La situazione della rete televisiva è incerta dalla fine degli anni ottanta, quando in seguito all'acquisto della Mondadori da parte di Fininvest iniziò il dibattito sulla concentrazione dei mezzi di informazione. La giurisprudenza si è pronunciata in più occasioni imponendo al canale di migrare dal sistema analogico a quello satellitare. Le sue frequenze analogiche sarebbero dovute passare a Europa 7, emittente televisiva di proprietà del legittimo vincitore della gara d'appalto Francesco Di Stefano. Tale situazione ha potuto perdurare ulteriormente, dopo che, grazie alla legge Gasparri, Retequattro ha potuto continuare a trasmettere in chiaro fino al completo passaggio al digitale terrestre di tutte le emittenti televisive nazionali e locali. Tale sistema, permettendo la trasmissione di un maggior numero di canali, ha consentito il superamento della limitatezza di frequenze, ma ha lasciato irrisolta la questione legale.
Anche in merito alla promozione aggressiva del digitale terrestre da parte del secondo governo Berlusconi sono state sollevate accuse analoghe, ed effettivamente Berlusconi non ha mai partecipato a causa del conflitto di interessi alle votazioni su tale materia. Tuttavia, un'inchiesta dell'Antitrust terminata nel 2006 non ha rilevato alcuna violazione della legge sul conflitto di interessi.

### Attività politica

#### Appartenenza alla loggia massonica P2
L'iscrizione di Berlusconi alla loggia massonica P2 avviene il 26 gennaio 1978 nella sede di via dei Condotti a Roma, all'ultimo piano del palazzo che ospita il gioielliere Bulgari insieme a Roberto Gervaso; la tessera è la n. 1816, codice E. 19.78, gruppo 17, fascicolo 0625, come risulta dai documenti e dalle ricevute sequestrate ai capi della loggia. Berlusconi ha negato la sua partecipazione alla P2, ma ha ammesso in tribunale di essere stato iscritto. Nell'autunno del 1988 (nel corso di un processo contro due giornalisti accusati di averlo diffamato celebrato dal tribunale di Verona), Berlusconi dichiarò: «Non ricordo la data esatta della mia iscrizione alla P2, ricordo comunque che è di poco anteriore allo scandalo. [...] Non ho mai pagato una quota di iscrizione, né mai mi è stata chiesta».

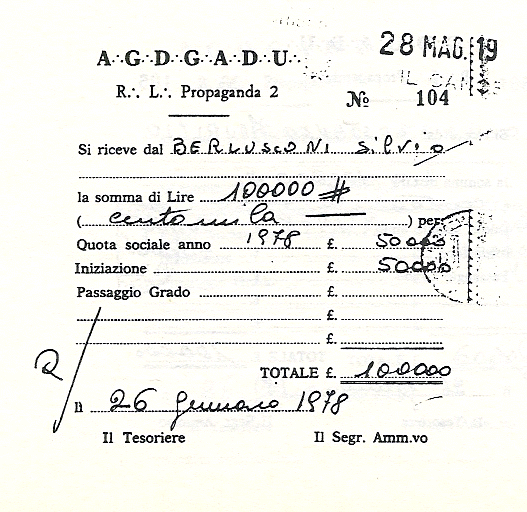
Ricevuta di pagamento della quota di iscrizione nel 1978 di Silvio Berlusconi alla Loggia P2

Per tali dichiarazioni il pretore di Verona Gabriele Nigro ha avviato nei confronti di Berlusconi un procedimento per falsa testimonianza. Al termine il magistrato veronese ha prosciolto in istruttoria l'imprenditore perché il fatto non costituisce reato. Il sostituto procuratore generale Stefano Dragone ha però successivamente impugnato il proscioglimento e la Corte d'appello di Venezia ha avviato un nuovo procedimento in esito al quale ha stabilito che «Berlusconi, deponendo davanti al Tribunale di Verona nella sua qualità di teste-parte offesa, ha dichiarato il falso» ma che «il reato attribuito all'imputato va dichiarato estinto per intervenuta amnistia».
Successivamente dichiarò: "Non sono mai stato piduista, mi mandarono la tessera e io la rispedii subito al mittente: comunque i tribunali hanno stabilito che gli iscritti alla P2 non commisero alcun reato, e quindi essere stato piduista non è titolo di demerito". In altra occasione, ha affermato che la P2 "per la verità allora appariva come una normalissima associazione, come se fosse un Rotary, un Lions, e non c'erano motivi, per quello che se ne sapeva, per pensare che la cosa fosse diversa. Io resistetti molto a dare la mia adesione, e poi lo feci perché Gervaso insistette particolarmente dicendomi di rendere una cortesia personale a lui".
Secondo le risultanze della Commissione parlamentare d'inchiesta Anselmi la loggia massonica era "eversiva". Essa fu sciolta con un'apposita legge, la n. 17 del 25 gennaio 1982.
La P2 era "un'organizzazione che mirava a prendere il possesso delle leve del potere in Italia attraverso il «piano di rinascita democratica», un elaborato a mezza via tra un manifesto e uno «studio di fattibilità». Conteneva una sorta di ruolino di marcia per la penetrazione di esponenti della loggia nei settori chiave dello Stato, indicazioni per l'avvio di opere di selezionato proselitismo e anche un preventivo dei costi per l'acquisizione delle funzioni vitali del potere". Il Piano programmava la dissoluzione dei partiti e la costruzione di due poli organizzati in club territoriali e settoriali; tendeva al monopolio dell'informazione, al controllo della banche, alla Repubblica presidenziale e al controllo della magistratura da parte del potere politico.
Tra il 1980 e 1982 Berlusconi collaborò con il Corriere della Sera scrivendo editoriali di economia. Il 5 ottobre 1980 sul quotidiano milanese Licio Gelli annunciò in un'intervista esclusiva, il suo "Piano di rinascita democratica" (lo stesso quotidiano milanese verrà poi colpito pesantemente dallo scandalo della P2 scoppiato pochi mesi dopo, nel maggio 1981, poiché il quotidiano aveva ormai una direzione e una scelta editoriale diretta dalla P2). Secondo il fondatore della P2, Berlusconi "ha preso il nostro Piano di rinascita e lo ha copiato quasi tutto". Anche il vescovo di Ivrea Luigi Bettazzi rimprovera al primo governo Berlusconi, al momento della sua caduta (1995), di essere "l'attuazione fatta e programmata da Berlusconi del Piano di rinascita democratica proposto dalla Loggia P2 già nel 1976".
Dal 1985 gli archivi di Gelli testimoniano l'intervento della P2 nell'acquisizione da parte di Berlusconi dell'allora più diffuso settimanale popolare italiano, TV Sorrisi e Canzoni. La transazione, se vista come una delle tante compiute all'interno della stessa intricata ragnatela di imprese legate al sistema creditizio vaticano, risulta quasi solo un passaggio di consegna per la realizzazione del programma. È il giugno del 1983 quando la consociata all'estero Ambrosiano Group Banco Comercial di Managua cede a Berlusconi il 52% del pacchetto azionario della rivista. A interessarsi dell'affare sono i finanzieri Roberto Calvi e Umberto Ortolani. A seguito della presentazione delle conclusioni della Commissione parlamentare d'inchiesta sulla P2, la loggia fu sciolta per legge in ragione dei «fini eversivi» che si prefiggeva. Gelli fu condannato e arrestato, benché al riguardo ancora nel 1988 Berlusconi dichiarasse al Corriere della Sera di essere «sempre in curiosa attesa di conoscere quali fatti o misfatti siano effettivamente addebitati a Licio Gelli».
Al momento del suo ingresso ufficiale in politica (1993), Berlusconi presentò un partito la cui struttura e programma parvero ad alcuni simili a quelle prefigurate nel disegno eversivo della P2: «Club dove siano rappresentati [...] operatori imprenditoriali, esponenti delle professioni liberali, pubblici amministratori» e solo «pochissimi e selezionati» politici di professione.
Il 25 gennaio 2006 la maggioranza parlamentare guidata da Berlusconi, nell'ambito della riforma dei reati d'opinione, approvò una modifica dell'articolo 283 del Codice Penale sulla base del quale era stata ritenuta illecita la P2, riducendo la reclusione minima da 12 a 5 anni e ritenendo necessari degli atti violenti. Il testo precedente era questo:
(Articolo 283 c.p. prima della novella legislativa del 2006)
Il testo modificato è invece il seguente:
(Articolo 283 c.p. dopo la novella legislativa del 2006)

#### Conflitto di interessi

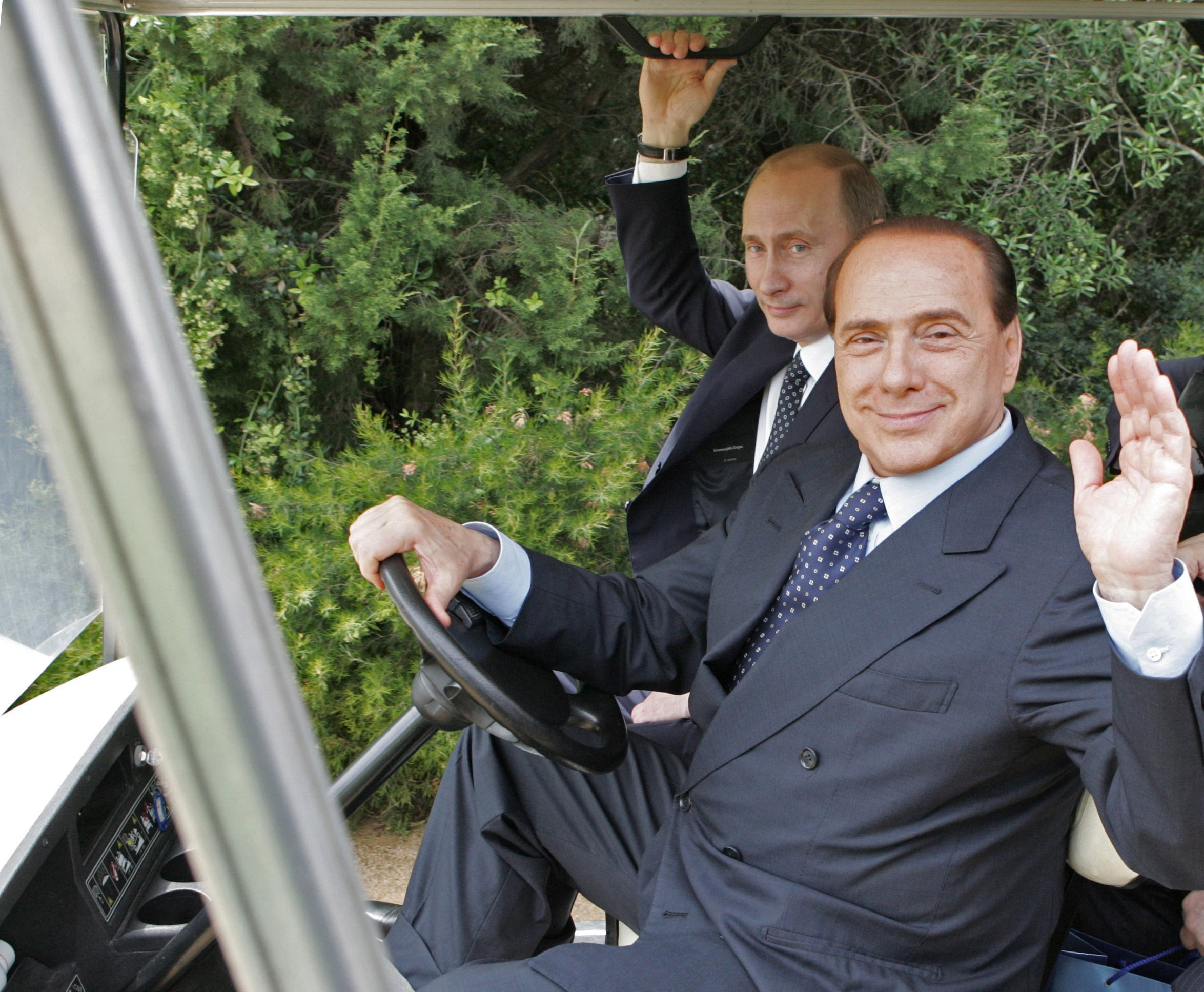
Vladimir Putin e Silvio Berlusconi a Villa Certosa (18 aprile 2008). I due leader hanno avuto un forte rapporto di amicizia

Un conflitto di interessi emerge in presenza di proprietari di imprese che vengono ad assumere cariche pubbliche. La contemporanea proprietà di società di assicurazione, di colossi dell'editoria, di imprese turistiche, e così via, acuisce questo problema nella figura di Silvio Berlusconi.
Secondo il settimanale britannico The Economist, Berlusconi, nella sua doppia veste di proprietario di Mediaset e Presidente del Consiglio, nel 2001 deteneva il controllo di circa il 90% del panorama televisivo italiano. Questa percentuale include sia le stazioni da lui direttamente controllate, sia quelle su cui il suo controllo può essere esercitato in maniera indiretta attraverso la nomina (o l'influenza sulla nomina) degli organismi dirigenti della televisione pubblica. Questa tesi viene respinta da Berlusconi che nega di controllare la RAI (malgrado l'apparente contenuto di varie intercettazioni, rivelate dalla stampa nel luglio 2011, prefiguri un'azione di concerto, mirante a favorirlo, messa in atto da una parte dei vertici RAI e Mediaset: la cosiddetta struttura riservata "Delta"). Egli sottolinea il fatto che durante il suo governo siano stati nominati presidente della RAI persone facenti riferimento al centrosinistra, in primo luogo Lucia Annunziata. All'epoca del suo ultimo governo, il presidente della RAI è stato Paolo Garimberti, di centrosinistra, mentre il ruolo di direttore generale venne ricoperto da Lorenza Lei.
Il vasto controllo sui media esercitato da Berlusconi è stato collegato da molti osservatori italiani e stranieri alla possibilità che i media italiani siano soggetti ad una reale limitazione delle libertà di espressione. L'Indagine mondiale sulla libertà di stampa del 2004 (Freedom of the Press 2004 Global Survey), uno studio annuale pubblicato dall'organizzazione americana Freedom House, ha retrocesso l'Italia dal grado di "Libera" (Free) a quello di "Parzialmente libera" (Partly Free) sulla base di due principali ragioni, la concentrazione di potere mediatico nelle mani del Presidente del consiglio Berlusconi e della sua famiglia, e il crescente abuso di potere da parte del governo nel controllo della televisione pubblica RAI. L'indagine dell'anno successivo ha confermato questa situazione con l'aggravante di ulteriori perdite di posizione in classifica.
Reporter senza frontiere dichiara inoltre che nel 2004, «Il conflitto d'interessi che coinvolge il primo ministro Silvio Berlusconi e il suo vasto impero mediatico non è ancora risolto e continua a minacciare la pluralità d'informazione». Nell'aprile 2004, la Federazione internazionale dei giornalisti si unisce alle critiche, obiettando al passaggio della Legge Gasparri.
Lo stesso Berlusconi, per rispondere alle critiche su un suo conflitto di interessi, pochi giorni prima delle elezioni politiche del 2001, in un'intervista al Sunday Times annunciò di aver contattato tre esperti stranieri («un americano, un britannico e un tedesco»"), di cui però non fece i nomi, che lo consigliassero nel trovare una soluzione alla questione. Pochi giorni dopo ribadì al TG5 la sua decisione, specificando che: «In cento giorni farò quel che la sinistra non ha fatto in sei anni e mezzo: approverò un disegno di legge che regolamenterà i rapporti tra il Presidente del Consiglio e il gruppo che ha fondato da imprenditore», a cui fecero eco le parole del presidente di AN Gianfranco Fini e di altri politici della CdL, i quali nei giorni seguenti confermarono più volte che, in caso di vittoria alle elezioni, l'intenzione del governo era quella di presentare entro i primi 100 giorni un disegno di legge per risolvere la questione tramite un blind trust. Non vennero mai resi noti i nomi dei tre esperti stranieri che si sarebbero dovuti occupare della questione, ma venne presentato un disegno di legge, poi approvato, che regolamentava il conflitto d'interesse.
Il centrosinistra al governo dal 1996 al 2001, non era intervenuto invece sul tema del conflitto d'interessi. Il 28 febbraio 2002 Luciano Violante, allora capogruppo DS alla Camera, dichiarò in Aula che il PDS aveva dato nel 1994 la «garanzia piena» a Berlusconi e Gianni Letta «che non sarebbero state toccate le televisioni» con il cambio di governo. Ricordò inoltre di quando la sua parte politica aveva votato per dichiarare «eleggibile Berlusconi nonostante le concessioni» e il fatto che durante i governi di centrosinistra il fatturato di Mediaset fosse aumentato di 25 volte.
Il 13 luglio 2004 il Parlamento Italiano varava la Legge n. 215, recante "Norme in materia di risoluzione dei conflitti di interessi", cosiddetta legge Frattini. Tale legge riceveva in seguito le dure critiche della Commissione di Venezia del Consiglio d'Europa.
A tutt'oggi il conflitto di interessi non è stato ancora risolto da nessun governo.

#### Accuse di approvazione di leggiad personam
Con la locuzione legge ad personam si intende un provvedimento legislativo creato di fatto ad hoc a scopi prettamente personali e non erga omnes.
Durante i governi presieduti da Berlusconi, succedutisi dal 1994 in poi, il Parlamento ha varato alcuni provvedimenti legislativi aspramente contestati dall'opposizione e da alcuni settori della stampa, i quali ritenevano che questi fossero stati emanati appositamente per favorire la posizione dello stesso Berlusconi, per difenderlo dai processi in cui era coinvolto direttamente o indirettamente o per difendere e/o rafforzare il proprio patrimonio, in ragione del proprio conflitto di interesse.
Per gli avvocati e amici di Silvio Berlusconi, almeno i provvedimenti in materia giudiziaria, «servono a dare maggiori garanzie ai cittadini. Perché a nessun altro succeda quello che è accaduto a Silvio Berlusconi» (Niccolò Ghedini), o comunque «per proteggersi. Se non fai la legge ad personam vai dentro» ovvero «sono la risposta a una guerra ad personam contro di lui» (Fedele Confalonieri). Quanto ai presunti benefici per le imprese di famiglia, Marina Berlusconi, presidente di Mondadori e figlia di Silvio, ha fatto notare come «se le leggi [...] sono sacrosante, che cosa si vorrebbe, che le nostre aziende non le utilizzassero solo perché fanno capo alla famiglia Berlusconi? Questo sì che è il vero conflitto di interesse, quello all'incontrario».
Durante la campagna elettorale del 2006, lo stesso Berlusconi ha dichiarato che «una legge ad personam è quella che risulta essere giusta solo per un singolo individuo e sbagliata per il resto della popolazione», pertanto, a suo dire, «non c'è una sola legge di questo tipo approvata dal mio governo».
Secondo due inchieste de la Repubblica al 24 novembre 2009 le leggi «che hanno prodotto benefici effetti per Berlusconi e le sue società» sarebbero state 19. Fra le leggi contestate, alcune avrebbero fornito a Berlusconi immediati benefici su procedimenti penali in corso contro di lui, altre gli avrebbero garantito vantaggi economici. Tra le prime rientrano le seguenti:
1. Legge sulle rogatorie internazionali (Legge n. 367/2001[269]): limita l'utilizzabilità delle prove acquisite. Con questa legge i movimenti illeciti sui conti svizzeri effettuati da Cesare Previti e Renato Squillante, al centro del processo Sme-Ariosto 1, sono stati coperti.
2. Riforma del diritto societario (D. Lgs. n. 61/2002[270]): introduzione di una soglia di punibilità nella fattispecie di falso in bilancio che ha consentito a Berlusconi di essere assolto nei processi "All Iberian 2" e "Sme-Ariosto 2" perché "il fatto non è più previsto dalla legge come reato".
3. Legge Cirami sul legittimo sospetto (Legge n. 248/2002[271]): introduzione del "legittimo sospetto" sull'imparzialità del giudice che permette la ricusazione e il trasferimento del processo ad un altro giudice.
4. Lodo Schifani (Legge n. 140/2003[272]): introduzione del divieto di sottomissione a processo delle cinque più alte cariche dello Stato tra le quali il presidente del Consiglio in carica. La legge è dichiarata incostituzionale il 13 gennaio 2004.[273] Fu riapprovato con qualche modifica nel 2008 (vedi punto 8).
5. Segreto di Stato sull'area denominata “Villa La Certosa” di Punta della Volpe (Olbia) (decreto del Ministro dell'Interno 6 maggio 2004 prot. n. 1004/100 – 1158): l'apposizione del segreto di Stato sulla villa di Berlusconi impedì le ispezioni disposte dal Tribunale di Tempio Pausania nell'ambito di un'indagine penale per violazione delle normative in materia edilizia e ambientale.[274]
6. Legge Pecorella (Legge n. 46/2006[275]), proposta dal parlamentare Gaetano Pecorella, avvocato di Silvio Berlusconi, che sanciva l'inappellabilità da parte del pubblico ministero per le sole sentenze di proscioglimento (DL n. 3600), bocciata quasi integralmente nel 2007 dalla Corte costituzionale.[276][277]
7. Legge ex-Cirielli (Legge n. 251/2005[278]): riduzione della prescrizione, che ha consentito l'estinzione dei processi "Lodo Mondadori", "Lentini", "Diritti tv Mediaset" per decorrere dei tempi processuali.
8. Lodo Alfano (Legge n. 124/2008[279]), riproposizione del Lodo Schifani, emanato poco prima della conclusione del processo per corruzione dell'avvocato David Mills in cui Berlusconi era coimputato. Dichiarato incostituzionale il 7 ottobre 2009.[280]
9. Legittimo impedimento:[281] per 18 mesi il Presidente del Consiglio è legittimamente impedito a comparire in aula di tribunale se impegnato in attività di governo.

Tra le leggi che avrebbero dato vantaggi economici vengono citate le seguenti:
1. Tremonti bis (Legge n. 383/2001, art. 13[282]): abolizione dell'imposta su successioni e donazioni per grandi patrimoni, che in precedenza l'Ulivo aveva abolita per patrimoni fino a 350 milioni di lire.
2. Finanziaria 2003 (Legge n. 289/2002, art. 9[283]): introduzione di un condono fiscale, di cui hanno beneficiato anche le imprese del gruppo Mediaset.
3. Decreto salva-calcio (Legge n. 27/2003, art. 3[284]): concessione alle società sportive della possibilità di diluire le svalutazioni dei giocatori sui bilanci in un arco di dieci anni, con importanti benefici economici in termini fiscali. La norma ha trovato applicazione anche all'A.C. Milan.
4. Lodo Rete 4 (Decreto-legge n. 352/2003[285]): ha permesso a Rete 4 di continuare a trasmettere in analogico.
5. Finanziaria 2004 (Legge n. 350/2003, art. 4, comma 153[286]) e Finanziaria 2005 (Legge n. 311/2004, art. 1, comma 246[287]): introduzione di un incentivo statale all'acquisto di un decoder. A beneficiare prevalentemente dell'incentivo è stata la società Solari.com, il principale distributore in Italia dei decoder digitali Amstrad del tipo Mhp, controllata al 51% da Paolo e Alessia Berlusconi.
6. Legge Gasparri (Legge n. 112/2004[288]): introduzione del sistema integrato delle comunicazioni (SIC) e riordino del sistema radiotelevisivo e delle comunicazioni. Nel 2004 il presidente di Mediaset, Fedele Confalonieri, ha stimato i vantaggi derivanti dalla legge Gasparri per il gruppo di Silvio Berlusconi fra 1 e 2 miliardi di Euro.[289]
7. Estensione del condono edilizio alle zone protette (Legge n. 308/2004, art. 1 commi 36-39[290]): ammissione delle zone protette tra le aree condonabili, comprese quelle della villa "La Certosa" di proprietà di Berlusconi.
8. Testo unico della previdenza complementare (Decreto Legislativo n. 252/2005[291]): introduzione di una serie di norme che favoriscono fiscalmente la previdenza integrativa individuale, a beneficio anche della società assicurative di proprietà della famiglia Berlusconi.
9. Decreto anticrisi (Decreto-legge n. 185/2008, art. 31[292]): abolizione dell'IVA agevolata del 10% sulla pay TV via satellite (dominata da Sky Italia) che ritorna così all'aliquota standard del 20%. Tale operazione di allineamento delle imposte era stata richiesta dalla Commissione europea in seguito ad un reclamo presentato alla commissione stessa.[293] L'iniziativa legislativa ha suscitato nell'opposizione (principalmente per voce di Antonio Di Pietro)[294] diverse polemiche poiché viene visto in questo provvedimento un modo per penalizzare Sky Italia, principale concorrente privato di Mediaset.
10. Acquisto delle proprie azioni (Legge n. 33/2009, art. 7, commi 3-quater e 3-sexies[295]): viene aumentata la soglia di capitale (dal 3% al 5%) che gli azionisti con una partecipazione superiore al 30% possono acquisire senza essere soggetti all'obbligo di promuovere un'offerta pubblica di acquisto totalitaria; e viene incrementato (dal 10% al 20%) il limite massimo previsto dall'art. 2357 cc. nei confronti delle società per azioni in materia di acquisto di azioni proprie con l'intento di prevedere strumenti di difesa delle società rispetto a possibili manovre speculative (OPA).[296]
11. Scudo fiscale (Legge n. 102/2009, art. 13-bis[297]): permette, pagando un'imposta una tantum del 5%, di rimpatriare o regolarizzare le attività finanziarie e patrimoniali frutto di evasione fiscale detenute all'estero.
12. Liti pendenti col fisco (Legge n. 73/2010[298]): la Mondadori ha utilizzato il provvedimento per chiudere un contenzioso col fisco pendente dal 1991 pagando 8 milioni e 653 mila euro al posto dei 173 milioni pretesi dall'erario.[299]

Anche se non rientra nel novero delle leggi, possiamo citare a tal proposito il ricorso del governo contro la legge della regione Sardegna al divieto di costruire a meno di due chilometri dalle coste (ricorso n. 15/2005 alla legge regionale 8/2004) (che bloccava, tra l'altro, l'edificazione di "Costa Turchese", insediamento di 250000 m³ della Edilizia Alta Italia di Marina Berlusconi).

### Modificazioni indotte nella società civile
Il regista e drammaturgo Dario Fo, lo scrittore Umberto Eco, il regista Nanni Moretti e il comico Beppe Grillo hanno rilasciato pubbliche dichiarazioni circa le conseguenze che i valori veicolati dai media di Berlusconi potrebbero avere, secondo la loro opinione, alla lunga sulla stessa società civile, indirizzandone gusti e tendenze allo scopo di favorire la sua parte politica.
Secondo questa linea di pensiero, costituita soprattutto da opinioni, la comparsa sulla scena politica di Berlusconi avrebbe causato profonde mutazioni di costume nel tessuto civile del Paese e tra le sue diverse componenti sociali. Essi sostengono che sarebbe improprio, in un sistema democratico, esercitare al contempo azione di governo e di controllo su fonti di informazione a causa dell'influenza che i mass media (tv, radio, stampa, Internet) possono esercitare sulla società. L'opposizione ha chiesto invano a Berlusconi di rinunciare alla proprietà dei mass media giudicando anomala una simile concentrazione in mano al capo di una coalizione politica.
La tesi di tale denuncia è che in Italia ci sarebbe uno sbilanciamento mediatico, possibile veicolo di orientamento dell'opinione pubblica attraverso metodi di propaganda più o meno nascosta, e che guidare una coalizione politica e al contempo un gruppo mediatico editoriale risulta contrario ai principi di equilibrio stabiliti dalla Costituzione italiana; tali principi trovano concreta tutela anche per mezzo dell'art. 10 DPR 30 marzo 1957 numero 361, ove si prevede la «ineleggibilità di coloro che in proprio o in qualità di rappresentanti legali di società o imprese private risultano vincolati allo Stato per contratti di opere o di somministrazioni oppure per concessioni o autorizzazioni amministrative di notevole entità economica».

### I rapporti con la mafia, Dell'Utri e Mangano

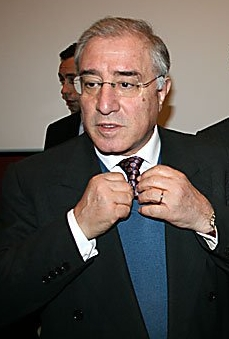
Marcello Dell'Utri

Vittorio Mangano

Nella prima metà degli anni settanta la criminalità organizzata di stanza a Milano organizzava numerosi sequestri di persona a scopo di estorsione. In questo contesto, nel luglio 1974, tramite l'avvocato palermitano Marcello Dell'Utri (all'epoca collaboratore di Berlusconi), Vittorio Mangano fu «chiamato a svolgere la funzione di "garanzia e protezione", a tutela della sicurezza del suo datore di lavoro e dei suoi più stretti familiari, in un momento in cui si era deciso il trasferimento di Berlusconi nella tenuta di Arcore, appena acquistata».
Secondo i magistrati, dunque, Berlusconi «temeva che i suoi familiari fossero oggetto di sequestri di persona», e perciò Dell'Utri si adoperò «per l'assunzione di Vittorio Mangano presso la villa di Arcore [...] quale “responsabile” (o “fattore” o “soprastante” che dir si voglia) e non come mero “stalliere”, pur conoscendo lo spessore delinquenziale dello stesso Mangano sin dai tempi di Palermo (ed, anzi, proprio per tale sua “qualità”), ottenendo l'avallo compiaciuto di Stefano Bontate e Teresi Girolamo, all'epoca due degli “uomini d'onore” più importanti di “cosa nostra” a Palermo».
Inoltre «è certo che ad Arcore rimase, per tutto il 1975, la famiglia del Mangano [composta da moglie e figlie], il quale conservò ivi la sua residenza anagrafica ancora fino al mese di ottobre del 1976. Risulta ancora che, in data 1º dicembre 1975, Mangano, tratto nuovamente in arresto perché trovato in possesso di un coltello di genere vietato, dichiarò di essere residente ad Arcore e il 6 dicembre 1975, al momento in cui uscì dal carcere, elesse domicilio in via San Martino n. 42, dove è ubicata la villa di Arcore». Al riguardo la Corte fa riferimento anche a un'intervista a Dell'Utri pubblicata sul Corriere della Sera del 21 marzo 1994.
Dal processo contro Dell'Utri non sono emersi elementi che «consentono di datare con certezza» l'allontanamento di Mangano da Arcore, e tuttavia «è certo che l'allontanamento avvenne in modo indolore per decisione (autonoma o suggerita da Marcello Dell'Utri) presa da Silvio Berlusconi, il quale continuò ad ospitare presso la propria villa la famiglia del Mangano e non risulta che abbia in alcun modo indirizzato i sospetti degli investigatori sul suo “fattore”, conservando ancora a distanza di molti anni le grate parole del Mangano»; al contrario di Dell'Utri che «non ha mai interrotto i suoi rapporti con il Mangano, pur essendo ben consapevole, alla luce delle sue stesse ammissioni, della caratura criminale del personaggio».
Il 26 maggio 1975 una bomba esplose nell'allora dimora di Berlusconi, Villa Borletti in via Rovani 2 a Milano, che era in restauro: la deflagrazione provocò «ingenti danni con lo sfondamento dei muri perimetrali e il crollo del pianerottolo del primo piano».
Secondo quanto testimoniato da Fedele Confalonieri, subito dopo l'allontanamento di Mangano da Arcore, Berlusconi aveva ricevuto delle lettere con minacce: «Proprio a causa di quelle minacce - dichiarò Confalonieri -, Berlusconi prese la sua famiglia e la portò prima in Svizzera; io mi ricordo che andammo anche a accompagnarlo con Marcello Dell'Utri a Nyon, che è vicino a Ginevra. Credo che poi stettero lì un paio di settimane o tre settimane e poi andarono nel sud della Spagna, a Marbella e stettero lì qualche mese».
Nelle indagini dell'epoca gli autori dell'attentato restarono ignoti; «è risultato, invece, dal contenuto di conversazioni telefoniche intercettate circa 11 anni dopo, in occasione di un secondo attentato commesso in data 28 novembre 1986 ancora ai danni della stessa villa di via Rovani, che da parte di Silvio Berlusconi e di Marcello Dell'Utri non vi fossero dubbi in merito alla riconducibilità dell'attentato del 1975 proprio alla persona del Mangano». Il secondo attentato creò danni unicamente alla cancellata esterna. Berlusconi, intercettato, commentò l'esplosione al telefono con Dell'Utri definendola scherzosamente una cosa «fatta con molto rispetto, quasi con affetto [...] perché mi ha incrinato soltanto la parte inferiore della cancellata», aggiungendo che «secondo me, è come una rich [...] un altro manderebbe una lettera o farebbe una telefonata: lui ha messo la bomba!».
La conversazione prosegue, anche con Confalonieri, con riferimenti all'attentato del 1975 e alla persona di Mangano ritenuto appena scarcerato.
L'intercettazione del 1986 per la magistratura dimostra «adeguatamente come nessuno dei tre interlocutori nutrisse alcun dubbio nel ricondurre alla persona di Mangano Vittorio la responsabilità dell'attentato commesso ai danni della villa di via Rovani undici anni prima [...] . Malgrado non si nutrissero dubbi in merito al responsabile, nessuna utile indicazione all'epoca dei fatti era stata offerta agli investigatori ma, al contrario, si era deciso addirittura di non denunciare direttamente l'attentato». L'attentato, invece, non è attribuibile a Mangano, che all'epoca del fatto era detenuto. Esso è ascrivibile altresì (come risulta dalle dichiarazioni di Antonino Galliano) alla mafia catanese, «evento che Totò Riina aveva voluto furbescamente sfruttare per le ulteriori intimidazioni telefoniche all'imprenditore ordinate a Mimmo Ganci e da costui effettuate poco tempo dopo da Catania. Una volta raccordatosi con il suo sodale Santapaola di Catania, il capo di “cosa nostra” aveva, come si suol dire, “preso in mano la situazione” relativa a Berlusconi e Dell'Utri, che, come si è visto (per concorde dichiarazione di Ganci, Anzelmo e Galliano), sarebbe stata sfruttata non soltanto per fini prettamente estorsivi, ma anche per potere “agganciare” politicamente l'on.le Bettino Craxi». Un rapporto della Criminalpol di Milano (rapporto numero 0500/CAS/Criminalpol del 13 aprile 1981) notava che «l'aver accertato attraverso la citata intercettazione telefonica (del 14 febbraio 1980 su l'utenza telefonica dell'Hotel Duca di York di Milano in uso a Mangano, ndr) il contatto tra Mangano Vittorio, di cui è bene ricordare sempre la sua particolare pericolosità criminale, e Dell'Utri Marcello ne consegue necessariamente che anche la Inim spa e la Raca spa (società per le quali il Dell'Utri svolge la propria attività), operanti in Milano, sono società commerciali gestite anch'esse dalla mafia e di cui la mafia si serve per riciclare il denaro sporco, provento di illeciti».
Secondo la Corte, Dell'Utri «“rappresentava” presso i mafiosi gli interessi del gruppo [Fininvest, ndr], per conto di Silvio Berlusconi. «Era un manager dotato di altissima autonomia e di capacità decisionali, non un qualunque sottoposto al quale non restava altro che eseguire le decisioni del proprietario dell'azienda, in ipotesi impostegli.
È significativo che egli, anziché astenersi dal trattare con la mafia (come la sua autonomia decisionale dal proprietario ed il suo livello culturale avrebbero potuto consentirgli, sempre nell'indimostrata ipotesi che fosse stato lo stesso Berlusconi a chiederglielo), ha scelto, nella piena consapevolezza di tutte le possibili conseguenze, di mediare tra gli interessi di “cosa nostra” e gli interessi imprenditoriali di Berlusconi (un industriale, come si è visto, disposto a pagare pur di stare tranquillo). Dunque, Marcello Dell'Utri ha non solo oggettivamente consentito a “cosa nostra” di percepire un vantaggio, ma questo risultato si è potuto raggiungere grazie e solo grazie a lui».
Il boss mafioso Mangano, nuovamente in carcere dal 1995 in regime di 41 bis, morì nel luglio 2000, pochi giorni dopo essere stato condannato all'ergastolo per duplice omicidio. Dell'Utri commentò nell'aprile 2008 che Mangano era «un eroe, a suo modo» perché «sarebbe uscito dal carcere con lauti premi se avesse accusato me e il presidente Berlusconi», e dello stesso avviso si è il giorno dopo detto Berlusconi.
La procura di Palermo ha indagato su Silvio Berlusconi e su Marcello Dell'Utri dal 2 gennaio 1996 per concorso esterno in associazione mafiosa e riciclaggio di denaro. Nel 1997 la posizione di Berlusconi è stata archiviata al termine delle indagini preliminari, che erano state prorogate per la massima durata prevista dalla legge, mentre Dell'Utri è stato rinviato a giudizio. Nel 2004 Marcello Dell'Utri è stato condannato in primo grado a Palermo a 9 anni per concorso esterno in associazione mafiosa, pena ridotta in appello a 7 anni, avendo la Corte ritenuto che il fatto non sussiste limitatamente al periodo successivo al 1992. Il 9 marzo 2012 la quinta sezione penale della Corte di cassazione ha annullato con rinvio la sentenza d'appello, accogliendo così il ricorso della difesa avverso alla condanna a sette anni.
Al processo di Marcello Dell'Utri per concorso esterno in associazione mafiosa, la Cassazione ritiene pienamente confermato l'incontro tra Berlusconi, Dell'Utri e i capimafia Francesco Di Carlo, Stefano Bontate e Mimmo Teresi, testimoniato dallo stesso Di Carlo, attualmente collaboratore di giustizia, e di cui ha parlato anche Galliano, un altro collaboratore. L'incontro sarebbe avvenuto nel 1974 in foro Bonaparte a Milano, dove venne presa la “contestuale decisione di far seguire l'arrivo di Vittorio Mangano presso l'abitazione di Berlusconi in esecuzione dell'accordo” per la protezione ad Arcore. La Corte parla “senza possibilità di valide alternative di un accordo di natura protettiva e collaborativa raggiunto da Berlusconi con la mafia per il tramite di Dell'Utri che, di quella assunzione, è stato l'artefice grazie anche all'impegno specifico profuso da Cinà”.
Il 22 agosto 2013 l'ex boss di Cosa nostra Totò Riina, in un dialogo durante l'ora d'aria con il co-detenuto Alberto Lorusso ripreso dalle telecamere del carcere di Opera, fa numerose dichiarazioni su Dell'Utri e Berlusconi, rivelando che quest'ultimo dagli anni ottanta pagava il pizzo a Cosa nostra per ottenere in cambio dei favori reciproci e futuri, 250 milioni di lire ogni sei mesi.
Nel 2014 vennero pubblicate alcune conversazioni tra Emilio Fede e il suo personal trainer, Gaetano Ferri, segretamente registrate da quest'ultimo, in cui l'ex direttore del TG4 rivela particolari importanti sui rapporti illeciti tra Berlusconi e la mafia siciliana, veicolati attraverso Marcello Dell'Utri, che faceva da tramite per Silvio. In questi dialoghi registrati Fede parla anche di Flavio Briatore, che, secondo quanto risulta dalle registrazioni di Ferri, sarebbe stato coinvolto anch'egli in una storia di mafia, ordinando l'assassinio di un industriale di Cuneo.
Nel 2017 furono rese pubbliche alcune intercettazioni di Giuseppe Graviano (boss di Cosa nostra già condannato all'ergastolo per le stragi del 1993) effettuate durante l'ora d'aria con un altro detenuto, il camorrista Umberto Adinolfi, mentre parlava di incontri con Berlusconi, cui avrebbe fatto una "cortesia" ma poi “pigliò le distanze e ha fatto il traditore”. Le intercettazioni di Graviano confluirono negli atti del processo sulla trattativa Stato-mafia e il legale di Berlusconi, l'avvocato Niccolò Ghedini, bollò le accuse come "illazioni e notizie infamanti prima del voto, non avendo mai avuto alcun contatto il presidente Berlusconi né diretto né indiretto con il signor Graviano".
Nel febbraio 2020 lo stesso Graviano venne ascoltato al processo "Ndrangheta stragista", allora in corso a Reggio Calabria, e raccontò in modo dettagliato i rapporti che storicamente legherebbero la sua famiglia di sangue a Berlusconi fin dagli anni '70 in base ad un accordo stipulato con una scrittura privata che prevedeva l'investimento di 20 miliardi di lire nelle sue aziende; Graviano raccontò anche di aver incontrato almeno tre volte Berlusconi a Milano 3 durante la sua latitanza per tentare di regolarizzare questo accordo economico e che il suo arresto nel gennaio 1994 venne pilotato probabilmente dallo stesso Berlusconi al fine di impedire tutto ciò. Le dichiarazioni di Graviano vennero smentite mediante una nota del legale Niccolò Ghedini come "totalmente e platealmente destituite di ogni fondamento, sconnesse dalla realtà nonché palesemente diffamatorie“, dette solamente con lo scopo di “ottenere benefici processuali o carcerari”.
Nell'aprile 2023 uscì la notizia circa l'esistenza di una fotografia scattata di nascosto nel 1992 che ritrarebbe Berlusconi insieme a Giuseppe Graviano e al generale dei Carabinieri Francesco Delfino in una località sul lago d'Orta. L'esistenza della foto sarebbe stata rivelata da Salvatore Baiardo (già condannato come favoreggiatore dei fratelli Graviano) al conduttore televisivo Massimo Giletti (che l'avrebbe pure visionata) e al giornalista Paolo Mondani della trasmissione Report ma Baiardo l'ha sempre negata ai magistrati di Firenze e in diversi video pubblicati sui suoi profili social, né è stata trovata durante le perquisizioni disposte dalla Procura di Firenze, che indaga sui mandanti occulti delle stragi del '93.

### I rapporti con il mondo dell'informazione

#### Dichiarazione contro Biagi, Santoro e Luttazzi

Berlusconi e Biagi nel 1986

Il 18 aprile 2002, durante la visita di Stato a Sofia in Bulgaria Berlusconi, da circa un anno presidente del consiglio rende un'assai discussa dichiarazione (soprannominata dai suoi oppositori il "diktat bulgaro" o l'"editto di Sofia"):
I tre non vennero più chiamati a condurre programmi in RAI: di fatto la nuova dirigenza RAI insediatasi all'epoca del governo Berlusconi e da esso spronata a prendere provvedimenti, espulse Biagi, Santoro e Luttazzi da tutte le programmazioni televisive. 
La situazione perdurò fino al 2006 quando, in seguito ad azioni giudiziarie che li hanno visti vincenti sulla dirigenza RAI, Biagi e Santoro hanno ripreso a condurre programmi giornalistici.

#### Dissapori con la TV pubblica
Berlusconi ha sempre avuto rapporti contrastati con la televisione pubblica, da lui spesso accusata di essere, se non totalmente schierata a sinistra, per gran parte controllata dai partiti dell'opposizione (soprattutto Rai 3, definita da Berlusconi «una macchina da guerra contro il Presidente del Consiglio»). Questa visione è ovviamente ribaltata secondo il punto di vista dei suoi oppositori, che lo accusano di averla pesantemente occupata nel periodo in cui è stato capo del governo.
È del 12 marzo 2006 (durante la campagna elettorale per le elezioni politiche) la polemica, in occasione del programma di Rai 3, In mezz'ora, tra Berlusconi che accusava la conduttrice Lucia Annunziata di muoversi sulla base di posizioni di pregiudizio nei suoi confronti e di aperta partigianeria in appoggio della sinistra, e la giornalista stessa che gli rimproverava l'incapacità di trattare con i giornalisti. Silvio Berlusconi lasciò lo studio dopo 17 minuti.

#### Il caso Saccà
Nel 2007 la procura di Napoli apre un'inchiesta su Berlusconi (allora leader dell'opposizione) sospettato di aver corrotto Agostino Saccà, direttore di Rai Fiction. Tra gli atti dell'inchiesta c'è un'intercettazione telefonica tra i due imputati che viene pubblicata in tutti i media quando l'indagine è ancora in corso.
Nella telefonata si ascolta Saccà esprimere una posizione di appassionato appoggio politico a Berlusconi e di critica per il comportamento degli alleati. Berlusconi sollecita Saccà a mandare in onda una trasmissione voluta da Umberto Bossi e Saccà si lamenta del fatto che ci sono persone che hanno diffuso voci su questo accordo provocandogli problemi. Berlusconi poi chiede a Saccà di dare una sistemazione in una fiction a una ragazza spiegando in modo molto esplicito che questo servirebbe per uno scambio di favori con un senatore della maggioranza che lo aiuterebbe a far cadere il governo. Saccà saluta esortando Berlusconi a impadronirsi della maggioranza il prima possibile.
Berlusconi ha sostenuto in sua difesa: «Lo sanno tutti nel mondo dello spettacolo, in certe situazioni in Rai si lavora soltanto se ti prostituisci oppure se sei di sinistra. [...] In Rai non c'è nessuno che non sia stato raccomandato».
L'indagine napoletana è giunta a gennaio alla richiesta di rinvio a giudizio ma, prima che si aprisse il processo, nel luglio 2008 gli avvocati di Berlusconi chiesero e ottennero dal GIP lo spostamento dell'indagine a Roma per incompetenza territoriale. Nel 2008 i pm romani nuovi titolari dell'inchiesta hanno chiesto l'archiviazione dell'inchiesta e la distruzione delle intercettazioni argomentando che «Non c'è alcuna certezza del "do ut des". Lo stretto legame tra l'onorevole Berlusconi e Saccà, che emerge con evidenza dall'attività investigativa, era tale da consentire al primo di effettuare segnalazioni al secondo senza dover promettere o ottenere nulla in cambio».

### Scandali di natura sessuale

#### Il caso Noemi
Il 28 aprile 2009, la moglie di Berlusconi, Veronica Lario, in un'e-mail all'ANSA espresse il suo sdegno riguardo alla possibile scelta del marito di candidare giovani ragazze di bella presenza, alcune delle quali senza esperienza politica, per le vicine elezioni europee.

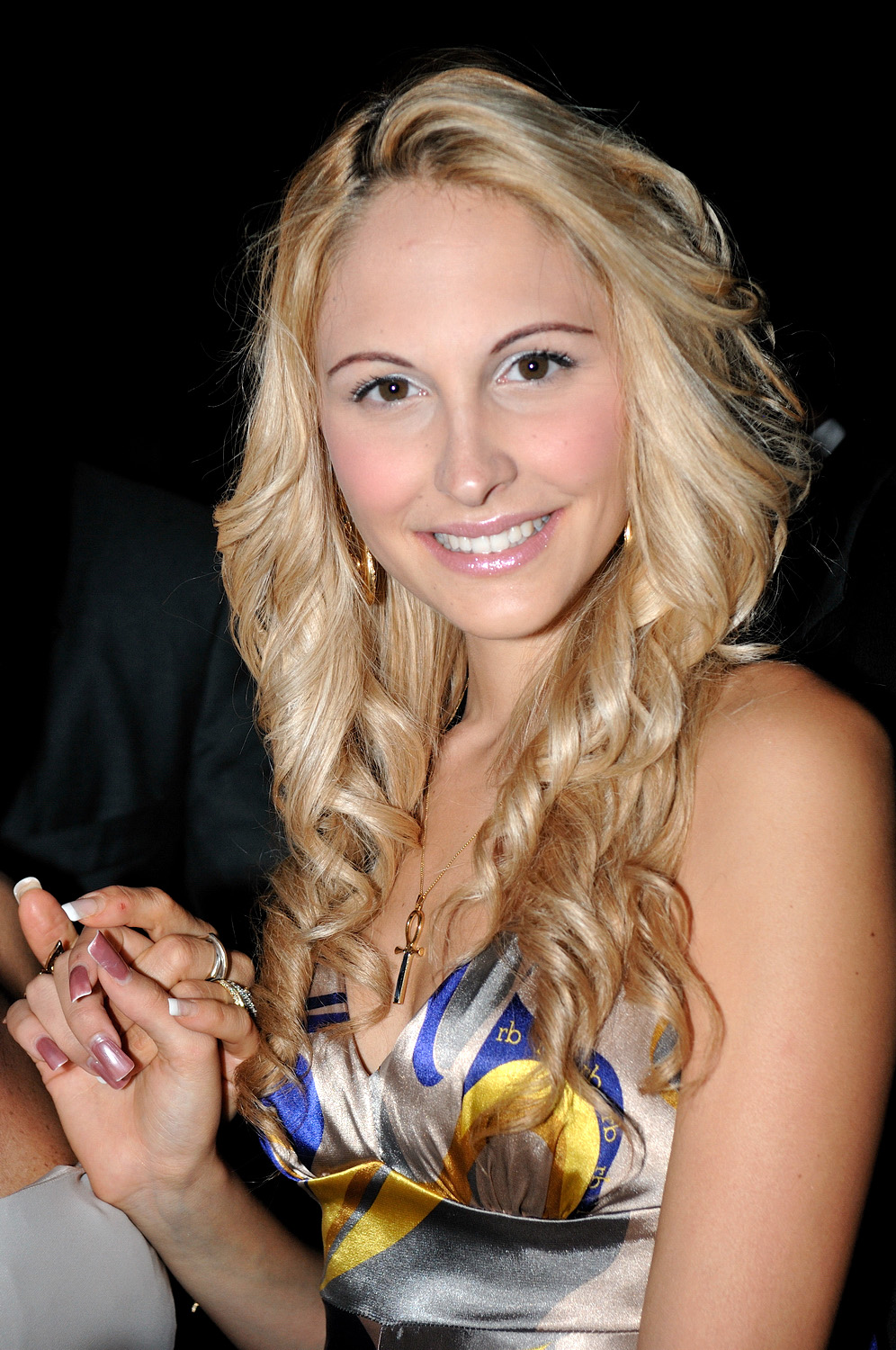
Noemi Letizia al Festival di Venezia nel 2009

Berlusconi con l'ex-moglie Veronica Lario negli anni novanta

Il 2 maggio seguente, dopo aver saputo che Berlusconi si era recato alla festa del diciottesimo compleanno di Noemi Letizia (una ragazza di Portici), ha poi affidato a un avvocato l'incarico di presentare richiesta di separazione dal marito. La Lario, a questo punto, fece menzione di una supposta abitudine del marito di frequentare minorenni: «Non posso stare con un uomo che frequenta le minorenni», parlando anche di «[…] figure di vergini che si offrono al drago per rincorrere il successo, la notorietà e la crescita economica». Concludendo: «Ho cercato di aiutare mio marito, ho implorato coloro che gli stanno accanto di fare altrettanto, come si farebbe con una persona che non sta bene. È stato tutto inutile».
Il 14 maggio il quotidiano La Repubblica pubblica un articolo in cui mostrava le molte contraddizioni e discordanze della versione di Berlusconi concernente le sue frequentazioni con Noemi Letizia con le dichiarazioni degli altri protagonisti della vicenda, chiedendo al Presidente del Consiglio di rispondere a dieci domande, poi riformulate. Berlusconi non ritenne opportuno fornire risposta e il 28 agosto diede mandato al suo avvocato, Niccolò Ghedini, di intentare una causa civile di risarcimento contro il quotidiano per il danno di immagine causatogli (lo stesso avviene contestualmente anche nei confronti de L'Unità). Successivamente Berlusconi ha parzialmente risposto alle 10 domande di Repubblica nel libro di Bruno Vespa Donne di Cuori.
Il 28 maggio Berlusconi giurò sulla testa dei suoi figli di non aver mai avuto relazioni "piccanti" con minorenni, e che se stesse mentendo si dimetterebbe immediatamente.
La questione è stata ampiamente trattata dalla stampa estera (per esempio dai quotidiani britannici The Times, Financial Times e dalla BBC).

#### Scatti di Porto Rotondo
L'attenzione dei giornali è stata in seguito attirata da numerose foto che il fotografo Antonello Zappadu aveva scattato in diverse occasioni: alcune documentano una vacanza del maggio 2008 nella residenza estiva di Berlusconi a Porto Rotondo, con un uomo in veste adamitica, da alcuni identificato nell'allora Primo ministro della Repubblica Ceca Mirek Topolánek; durante la festa si vedono ragazze in bikini o in topless. Il 5 giugno 2009 il quotidiano spagnolo El País pubblicò 5 delle 700 foto della festa. La Procura di Roma, su segnalazione di Berlusconi, ha sequestrato il materiale fotografico per violazione della privacy.

#### Il caso D'Addario
Nel luglio 2009 il giornale L'Espresso pubblica sul suo sito le registrazioni audio ambientali degli incontri tra Silvio Berlusconi e l'escort Patrizia D'Addario, effettuate da quest'ultima nell'ottobre 2008 a palazzo Grazioli, residenza privata del capo di governo dell'epoca, e ancora depositate dalla stessa persona presso la Procura di Bari che le ha secretate in plichi sigillati collocati in una cassaforte blindata; sono state invece rese pubbliche altre intercettazioni di tipo telefonico acquisite dalla procura nell'ambito del procedimento giudiziario che intendeva far luce sui presunti favoritismi di Berlusconi verso l'imprenditore barese Gianpaolo Tarantini, concretizzatisi poi in incarichi, affari pubblici e appalti in cambio di prestazioni di natura sessuale da parte di ragazze appositamente reclutate e indotte alla prostituzione.
Poco dopo il Presidente del Consiglio dichiarò: "Non sono un santo, spero lo capiscano anche quelli di Repubblica".
Al di là dell'interesse di natura scandalistica, le vicende riguardanti i presunti rapporti extraconiugali di Berlusconi con escort e giovani ragazze dello spettacolo hanno attirato l'attenzione dell'opinione pubblica e di parte del mondo politico, in quanto paiono essere in più punti intrecciate con la promessa di candidature politiche nelle liste del PdL e affiliate (La Puglia Prima di Tutto) in occasione delle elezioni europee e delle amministrative del giugno 2009.

#### Il caso Ruby
A novembre 2010 scoppia il cosiddetto "caso Ruby". La vicenda ruota attorno alla marocchina Karima El Mahroug, detta Ruby Rubacuori, nata l'11 novembre 1992 e fermata per furto nel maggio 2010 a Milano. Accertata la minore età della ragazza, il magistrato dispose l'affidamento secondo le normali procedure, tuttavia, dopo una telefonata in questura di Berlusconi in persona, che sosteneva che la giovane fosse la nipote del Presidente egiziano Hosni Mubarak (fatto poi acclarato come falso), la ragazza venne affidata all'allora consigliere regionale PdL Nicole Minetti. Ruby dichiarò di essere stata più volte ospite di Berlusconi presso la sua residenza di Arcore, come riferito anche da Imane Fadil - una dei teste nel processo Ruby ter, deceduta il primo marzo 2019 - in un'intervista al programma televisivo Servizio Pubblico  e di aver ricevuto denaro in tali occasioni. Ritenendo che quel denaro fosse stato il compenso per prestazioni sessuali fornite quando la ragazza era minorenne, a gennaio 2011 la procura della Repubblica di Milano contestò a Berlusconi i reati di concussione e prostituzione minorile. La vicenda ebbe grande clamore anche sui media internazionali e ha acceso il dibattito all'interno dell'opinione pubblica italiana.
Il 24 giugno 2013 Berlusconi viene condannato in primo grado a sette anni di reclusione per i reati di concussione per costrizione e favoreggiamento della prostituzione minorile, nonché alla perpetua interdizione dai pubblici uffici; tuttavia, al termine del processo d'appello, con la sentenza del 18 luglio 2014 viene assolto dalla concussione perché il fatto non sussiste e dalla prostituzione minorile perché il fatto non costituisce reato. Le motivazioni della sentenza ufficializzarono infatti che nessuna prova è stata accertata sul fatto che Berlusconi avesse esercitato un atteggiamento intimidatorio o quanto meno un'induzione indebita nei confronti del responsabile della questura milanese affinché rilasciasse la minorenne marocchina, né che fosse a conoscenza dell'età della ragazza all'epoca dei rapporti sessuali. L'assoluzione divenne definitiva il successivo 10 marzo 2015 con la favorevole sentenza della Corte di Cassazione. Il 15 febbraio 2023 Berlusconi viene assolto nel processo "Ruby ter" perché il fatto non sussiste. Nell'ottobre 2023 la Corte costituzionale ha disposto un nuovo processo,  annullando con rinvio la sentenza del 15 febbraio 2023

### Dichiarazioni e comportamenti controversi

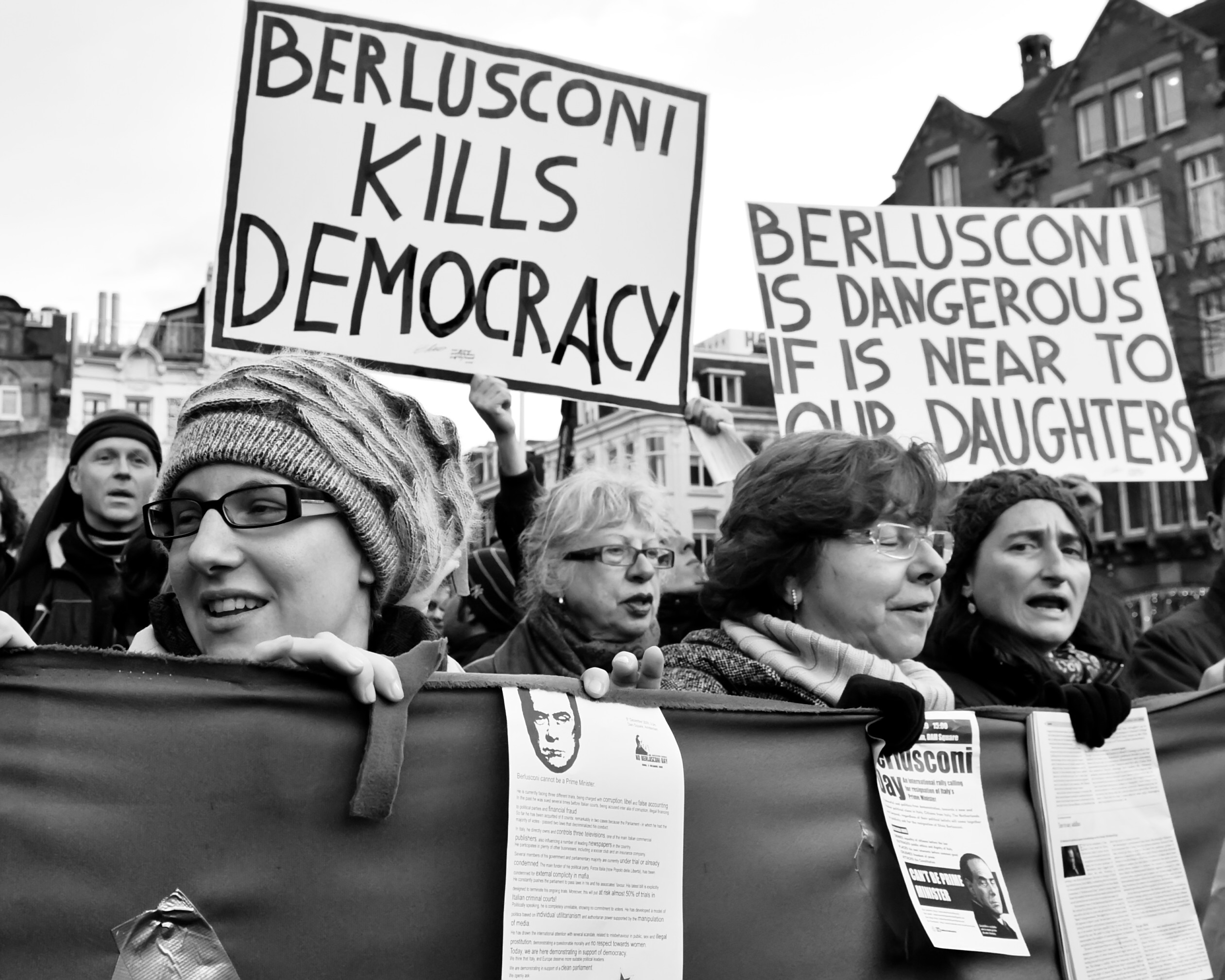
Manifestazione contro Berlusconi durante la sua visita ad Amsterdam (2009)

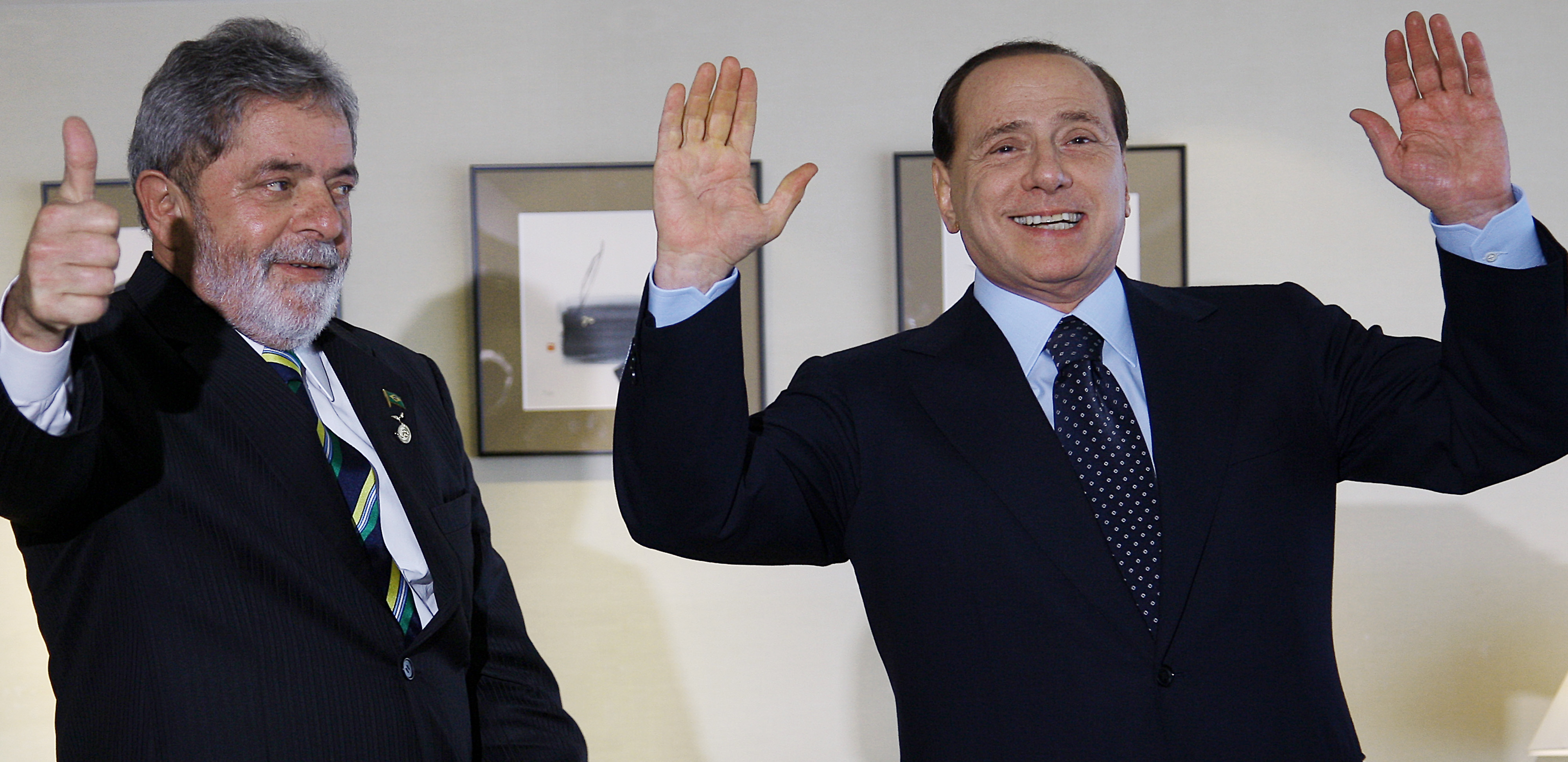
Berlusconi con il presidente brasiliano Lula il 9 luglio 2008

In Italia e all'estero grande risalto mediatico hanno ricevuto alcune sue dichiarazioni, battute di spirito e comportamenti irrituali che gli hanno dato una fama di gaffeur, contribuendo nel contempo a caratterizzare la sua immagine pubblica. Secondo Peter Weber questi episodi avrebbero contribuito a far riemergere vecchi pregiudizi nei confronti della politica estera italiana condotta con «ambizione e leggerezza».
Nel settembre 2001, in seguito agli attentati terroristici sferrati da al Qaida agli Stati Uniti, dichiarò: «Noi [occidentali] dobbiamo essere consapevoli della superiorità della nostra civiltà, il nostro è un sistema che ha garantito il benessere, il rispetto dei diritti umani e, a differenza dei paesi islamici, il rispetto dei diritti religiosi e politici. Un sistema che ha come valore la comprensione delle diversità e la tolleranza». L'affermazione suscitò le proteste di diverse nazioni islamiche e della Lega araba.
Nel 2003, particolarmente controversa fu la polemica che al Parlamento europeo – in occasione del suo esordio come presidente del Consiglio dell'UE – lo vide opposto all'eurodeputato socialista tedesco Martin Schulz, che lo criticò per i suoi problemi giudiziari, per il suo rapporto con l'informazione, e che lo accusò di avere un conflitto d'interessi. Berlusconi replicò all'intervento dell'eurodeputato dicendo: «Signor Schulz, so che in Italia c'è un produttore che sta facendo un film sui campi di concentramento nazisti. La suggerirò per il ruolo di kapò, lei sarebbe perfetto». Alle critiche da parte di alcuni europarlamentari, Berlusconi rispose rivolgendo un «turisti della democrazia» all'ala sinistra del Parlamento che lo contestava. Il presidente Pat Cox lo invitò a scusarsi, ma Berlusconi replicò: «Il signor Schulz mi ha offeso gravemente e personalmente, era solo una battuta ironica e non la ritiro». Accettò poi di scusarsi con il popolo tedesco, ma non con Schulz e l'Europarlamento. La controversia coinvolse anche il cancelliere Schröder, che convocò l'ambasciatore italiano a Berlino spingendo il governo italiano a fare lo stesso con quello tedesco a Roma.
Successivamente Berlusconi dichiarò che in Italia «girano da anni storielle sull'Olocausto» perché «gli italiani sanno scherzare su tragedie come quella nel tentativo di superarle», provocando le proteste della comunità ebraica di Roma e dell'ANED. Qualche mese dopo, gli procurò altre critiche dalla comunità israelita, unite a quelle di alcuni familiari delle vittime dello squadrismo fascista, l'intervista concessa al periodico britannico The Spectator in cui disse che Mussolini, a differenza di Saddam Hussein, non avrebbe «mai ammazzato nessuno» e si sarebbe limitato a mandare «la gente a fare vacanza al confino». Della stessa intervista fu contestato anche il giudizio espresso sui giudici, definiti «mentalmente disturbati», che spinse il presidente della Repubblica Ciampi ad intervenire in difesa della magistratura.
Ripercussioni sul piano diplomatico ci furono anche in altre occasioni. Nel 2005, quando irritò il governo finlandese dicendo di aver «rispolverato tutte le arti da playboy» con Tarja Halonen, capo di Stato della nazione finnica, per fare in modo che ritirasse la candidatura di Helsinki a sede dell'Autorità europea per la sicurezza alimentare in favore di Parma, non essendoci per lui «alcuna possibilità di confronto tra il culatello di Parma e la renna affumicata». In seguito a quell'episodio la catena di pizzerie Kotipizza chiamò "Pizza Berlusconi" la sua pizza alla renna affumicata. La pizza vinse il primo premio dell'America's Plate International nel marzo 2008.
Nel 2006 contrariò il governo cinese dichiarando durante un comizio elettorale: «Leggetevi il libro nero del comunismo e scoprirete che nella Cina di Mao i comunisti non mangiavano i bambini, ma li bollivano per concimare i campi».
Nel febbraio 2009, Berlusconi affermò in un comizio: «Di me hanno detto di tutto i signori della sinistra, […] che sono come quel dittatore argentino che faceva fuori i suoi oppositori portandoli in aereo con un pallone, poi apriva lo sportello e diceva: C'è una bella giornata, andate fuori un po' a giocare. Fa ridere ma è drammatico». Il Ministero degli esteri argentino convocò l'ambasciatore italiano Stefano Ronca per esprimere «la profonda preoccupazione» per le frasi dette sui cosiddetti voli della morte, per il governo italiano si trattò di uno stravolgimento delle parole pronunciate dal Presidente del Consiglio, un «finto caso».
Hanno suscitato clamore anche alcuni comportamenti scherzosi tenuti in presenza di ministri e governanti stranieri. Nel 2002 fece discutere la foto di gruppo dei Ministro degli affari esteri riuniti a Cáceres, in cui Berlusconi, titolare ad interim della Farnesina, fu immortalato mentre faceva il gesto delle corna alle spalle del suo omologo spagnolo per divertire un gruppo di boy-scout. Nel 2008, durante una conferenza stampa con il presidente russo uscente Vladimir Putin, dopo che una giornalista pose a quest'ultimo una domanda sgradita circa una sua presunta relazione extra-coniugale, Berlusconi mimò con le mani il gesto di un mitra che le sparava. Il gesto fu criticato dalla Federazione Nazionale Stampa Italiana a causa dei numerosi casi di giornalisti assassinati in Russia durante la presidenza di Putin. La cronista coinvolta successivamente puntualizzò: «Ho visto il gesto del vostro presidente e so che scherza sempre. So che il gesto non avrà alcuna conseguenza».
Lo stesso anno, in seguito all'elezione dell'afroamericano Barack Obama alla presidenza degli Stati Uniti, Berlusconi, durante una conferenza stampa congiunta con il nuovo presidente russo Dmitrij Medvedev al Cremlino, affermò: «Ho detto a Medvedev che Obama ha tutto per andare d'accordo con lui: è giovane, bello e anche abbronzato». La frase suscitò polemiche poiché il termine "abbronzato" (in inglese tanned o suntanned) è stato talvolta impiegato in maniera dispregiativa nei confronti delle persone di colore. In seguito Berlusconi affermò che la sua intenzione era quella di rivolgere ad Obama «una carineria assoluta, un grande complimento», e definì «imbecilli» chi aveva criticato la dichiarazione. I media internazionali diedero ampio risalto alla vicenda. Il 27 settembre 2009 tornò sull'argomento dicendo: «Vi porto i saluti di uno che si chiama [...] uno abbronzato... Ah, Barack Obama. Voi non ci crederete, ma sono andati a prendere il sole in spiaggia in due, perché è abbronzata anche la moglie».

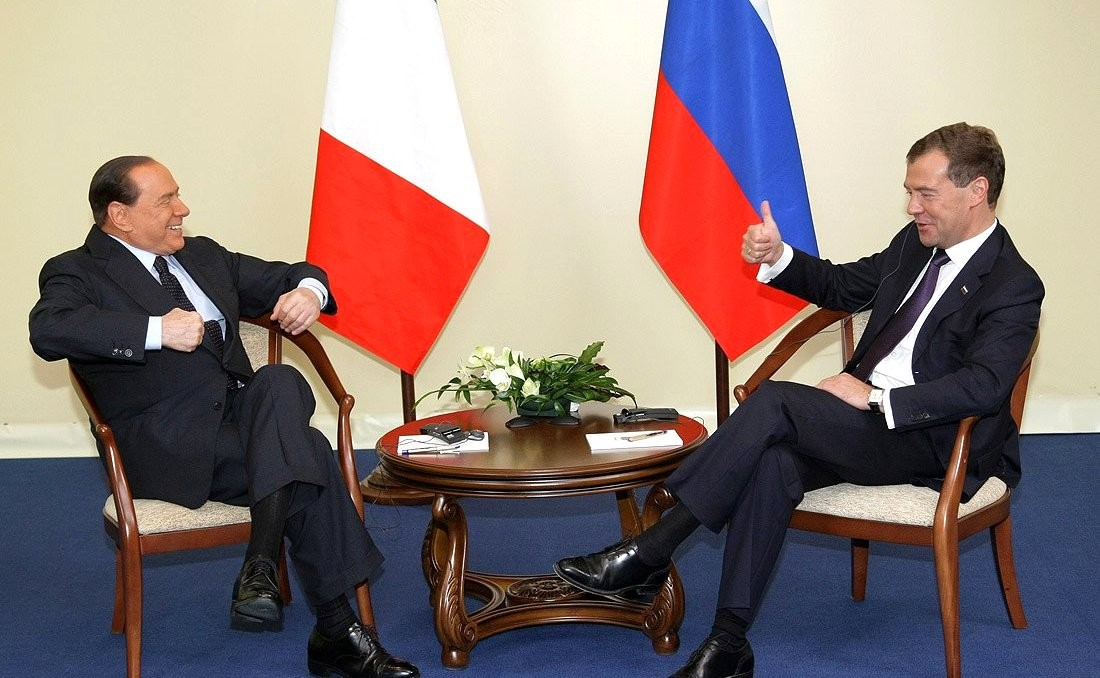
Berlusconi scherza con il Presidente della Federazione Russa Dmitrij Medvedev nel 2010

 L'anno successivo, durante la riunione del G20 a Londra, dopo la foto di rito Berlusconi chiamò il presidente statunitense a voce alta ("MISTER OBAMA!") attirando l'attenzione della regina Elisabetta II che, giratasi per capire da dove e da chi provenisse il richiamo, apparentemente irritata esclamò: «Che cos'è? Ma perché deve urlare?» (What is it? Why does he have to shout?). L'episodio ricevé ampia eco mediatica da parte della stampa internazionale. Il giorno successivo Buckingham Palace intervenne puntualizzando che la sovrana non era affatto infastidita dall'irritualità del capo di governo italiano.
In Italia hanno sollevato polemiche alcune sue esternazioni rivolte agli avversari politici e alla magistratura. Nel 2006, in prossimità delle elezioni politiche che lo avrebbero contrapposto al candidato del centro-sinistra Romano Prodi, durante un discorso alla Confcommercio affermò: «Ho troppa stima dell'intelligenza degli italiani per pensare che ci siano in giro così tanti coglioni che possano votare contro i propri interessi». Definì inoltre la magistratura «il cancro del paese». Due anni dopo, alla Confesercenti, ribadì lo stesso concetto definendo «i giudici e i P.M. ideologizzati» una «metastasi della nostra democrazia». L'ANM protestò per la dichiarazione temendo una delegittimazione dell'intera categoria.
Nel 2009, fu protagonista di uno scontro istituzionale con il presidente della Repubblica Napolitano, che rifiutò di firmare il decreto-legge approvato dal Consiglio dei ministri che avrebbe vietato l'interruzione dell'alimentazione e dell'idratazione artificiale di Eluana Englaro. Berlusconi, contrariato dalla mancata firma, dichiarò: «si vogliono attribuire dei poteri che secondo l'interpretazione mia e del governo non sono del capo dello Stato ma semmai spettano al governo», quindi sollecitò una riforma della Costituzione, da lui ritenuta necessaria «perché la Carta è una legge fatta molti anni fa sotto l'influenza della fine di una dittatura e con la presenza al tavolo di forze ideologizzate che hanno guardato alla Costituzione russa come a un modello da cui prendere molte indicazioni». La dichiarazione fu accolta da diverse polemiche a cui Berlusconi replicò: «Ho giurato sulla Costituzione. La rispetto. È la prima legge alla base dello Stato. Non ho mai pensato di attaccarla», poi aggiunse: «La Costituzione però non è un Moloch: può evolvere con i tempi», ma ribadì: «Che i valori costituzionali abbiano guardato alla Carta dell'Unione Sovietica è una realtà storica».
Stando ad un articolo de Il Fatto Quotidiano del 10 settembre 2011 nel parlamento italiano girava voce di un'intercettazione in cui Berlusconi avrebbe etichettato Angela Merkel con l'epiteto di «culona inchiavabile». L'intercettazione in oggetto non è mai stata pubblicata, ma parte della stampa tedesca, tra cui il Financial Times Deutschland e il Der Spiegel, ha dato ampio risalto alla notizia e si sarebbe rischiato il richiamo dell'ambasciatore a Roma.
In occasione della Giornata della Memoria, il 27 gennaio 2013 Berlusconi dichiarò che «il fatto delle leggi razziali è la peggior colpa di un leader, Mussolini, che, per tanti altri versi, invece, aveva fatto bene», suscitando ampie critiche da parte delle comunità ebraiche, dell'Anpi e di molti esponenti politici.
Il 19 ottobre 2022 venne pubblicato da La Presse un audio (conseguentemente a un altro pubblicato il giorno precedente) in cui, durante una riunione dei deputati di Forza Italia, Berlusconi disse che la guerra tra Russia e Ucraina sarebbe stata la conseguenza degli attacchi perpetrati dall'Ucraina nelle Repubbliche del Donbass e in particolar modo dal presidente Zelensky a suo dire «triplicandoli». A seguito di ciò tutte le forze politiche si smarcarono dalle dichiarazioni e la neo Presidente del Consiglio Giorgia Meloni, che in quei giorni stava organizzando la squadra di governo, in una nota dichiarò: «Su una cosa sono stata, sono, e sarò sempre chiara: intendo guidare un governo con una linea di politica estera chiara e inequivocabile. L'Italia è a pieno titolo, e a testa alta, parte dell'Europa e dell'Alleanza atlantica. Chi non fosse d'accordo con questo caposaldo non potrà far parte del governo, a costo di non fare il governo».

## Procedimenti giudiziari a carico di Berlusconi
Berlusconi fu oggetto di numerosi procedimenti penali, uno dei quali concluso con una sentenza definitiva di condanna passata in giudicato il 1º agosto 2013 nel processo Mediaset; fino ad allora nessuno dei procedimenti penali a suo carico si era concluso con una sentenza definitiva di condanna, per via di assoluzioni, declaratorie di prescrizione e depenalizzazioni dei reati contestati.
Alcuni di questi procedimenti furono archiviati in fase di indagine; a seguito di altri furono invece intentati dei processi, nei quali Berlusconi fu assolto. In altri processi furono invece pronunciate, in primo grado o in appello, sentenze di condanna per reati quali corruzione giudiziaria, finanziamento illecito a partiti e falso in bilancio.
In alcuni casi, dopo un esito del primo o del secondo grado di giudizio sfavorevole a Berlusconi, i procedimenti non si conclusero con una sentenza di condanna: ciò grazie a sopravvenuta amnistia, al riconoscimento di circostanze attenuanti che, influendo sulla determinazione della pena, comportarono il sopravvenire della prescrizione, oppure a nuove norme che modificavano le pene e la struttura di taluni reati a lui contestati, come nel caso del reato di falso in bilancio. Dette norme, approvate in Parlamento dalla maggioranza di centro-destra mentre Berlusconi ricopriva la carica di Presidente del consiglio, in taluni casi imposero una valutazione di non rilevanza penale di alcuni dei fatti contestati, poiché il fatto non era più previsto dalla legge come reato; in altri casi la riduzione della pena prevista per le fattispecie di reato contestate fece sì che i termini di prescrizione maturassero prima che fosse pronunciata la sentenza definitiva.
Di seguito viene fornito uno schema delle sentenze:
| Tipo di sentenza                                                            | Tipo di sentenza                                                                      | Procedimento |
| --------------------------------------------------------------------------- | ------------------------------------------------------------------------------------- | --- |
| Sentenze di condanna passate in giudicato                                   | Sentenze di condanna passate in giudicato                                             | - Processo Mediaset, frode fiscale, falso in bilancio, appropriazione indebita, creazione di fondi neri gestendo i diritti tv di Mediaset; condannato in via definitiva, con sentenza della Corte di Cassazione del 1 agosto 2013, a 4 anni di reclusione, di cui 3 condonati per effetto dell'indulto disposto dalla legge 241 del 2006. |
| Sentenze di non doversi procedere passate in giudicato                      | Reati estinti per prescrizione                                                        | - Lodo Mondadori, corruzione giudiziaria (attenuanti generiche). - Bilanci Fininvest 1988-1992, falso in bilancio e appropriazione indebita relativi ai bilanci Fininvest dal 1988 al 1992. - All Iberian 1, 23 miliardi di lire di finanziamenti illeciti al PSI di Bettino Craxi. - Consolidato Fininvest, falso in bilancio. - Caso Lentini, falso in bilancio. - Tangenti a David Mills, corruzione giudiziaria. - Rivelazione di informazioni coperte da segreto istruttorio relative all'inchiesta Bnl-Unipol. Il 7 marzo 2013 il Tribunale di Milano lo condanna a un anno di reclusione e al risarcimento di 80 000 euro in solido col fratello Paolo Berlusconi. Il 31 marzo 2014 la Seconda Corte d'Appello di Milano ha dichiarato la prescrizione del reato, confermando il risarcimento di 80 000 euro a Piero Fassino. La Corte di Cassazione conferma la prescrizione esattamente un anno dopo, il 31 marzo 2015. |
| Sentenze di non doversi procedere passate in giudicato                      | Reati estinti per intervenuta amnistia                                                | - Falsa testimonianza P2 (amnistia applicata in fase dibattimentale). - Terreni Macherio, imputazione per uno dei due falsi in bilancio (amnistia applicata in seguito al condono fiscale del 1992). |
| Sentenze di assoluzione passate in giudicato                                | Assoluzioni per intervenuta modifica della legge (il fatto non costituisce più reato) | - All Iberian 2, falso in bilancio (stralciato in base alla riforma degli illeciti penali e amministrativi delle società commerciali decisa col Dlgs 61/2002 emanato dal governo Berlusconi II). - Sme-Ariosto (falso in bilancio) (stralciato in base alla riforma degli illeciti penali e amministrativi delle società commerciali decisa col Dlgs 61/2002 emanato dal governo Berlusconi II). |
| Sentenze di assoluzione passate in giudicato                                | Altre assoluzioni                                                                     | - Sme-Ariosto (capo A), corruzione in atti giudiziari per due versamenti a Renato Squillante (assolto per non aver commesso il fatto e perché il fatto non sussiste). - Sme-Ariosto (capo B), corruzione giudiziaria. - Tangenti alla guardia di finanza (assolto per non aver commesso il fatto, anche grazie alla falsa testimonianza dell'avvocato David Mills). - Telecinco (in Spagna), violazione della legge antitrust, frode fiscale e reati vari (quali riciclaggio di denaro). - Medusa cinematografica, falso in bilancio (assolto in quanto per la sua ricchezza potrebbe non essere stato al corrente dei fatti contestati). - Terreni Macherio, imputazione per appropriazione indebita, frode fiscale, e uno dei due falsi in bilancio. - Inchiesta Mediatrade di Milano, appropriazione indebita e frode fiscale, Berlusconi insieme ad un socio occulto, l'egiziano Frank Agrama, si sarebbe appropriato illegalmente di fondi della società. - Inchiesta Mediatrade di Roma, evasione fiscale e reati tributari compiuti negli anni 2004, 2005. - Caso Ruby, concussione e prostituzione minorile. Condannato in primo grado a 7 anni di carcere e interdizione perpetua dai pubblici uffici, viene poi assolto con formula piena in appello il giorno 18 luglio 2014 perché il fatto non sussiste (concussione) e "perché il fatto non costituisce reato" (prostituzione minorile). L'assoluzione diviene definitiva il giorno 10 marzo 2015 con la sentenza favorevole della Corte di Cassazione. |
| Procedimenti archiviati                                                     | Procedimenti archiviati                                                               | - Spartizione pubblicitaria Rai-Fininvest (archiviato per insufficienza di prove). - Traffico di droga. - Tangenti fiscali pay TV. - Stragi 1992-1993 (concorso in strage). - Caso Saccà, corruzione nei confronti di senatori per far cadere il governo Prodi. - Concorso esterno in associazione mafiosa e riciclaggio (insieme a Marcello Dell'Utri). - Abuso d'ufficio, abuso nell'uso dei voli di Stato. - Diffamazione aggravata dall'uso del mezzo televisivo. - Caso Trani, abuso d'ufficio |
| Sentenze non passate in giudicato                                           | Sentenze non passate in giudicato                                                     | - Concorso in corruzione, Berlusconi viene condannato in primo grado dal Tribunale di Napoli l'8 luglio 2015 a 3 anni di reclusione per aver corrotto nel 2006, con 3 milioni di euro, il senatore dell'IdV Sergio De Gregorio per favorire il suo passaggio tra le file della Casa delle Libertà. |
| Procedimenti in corso al 12 giugno 2023 (estinti per decesso dell'imputato) | Procedimenti in corso al 12 giugno 2023 (estinti per decesso dell'imputato)           | - Processo escort, Berlusconi avrebbe pagato l'imprenditore Giampaolo Tarantini perché nascondesse dinanzi ai magistrati baresi la verità sulle escort portate alle feste organizzate nelle sue abitazioni (udienza preliminare). - Inchiesta Ruby Ter, avrebbe pagato le testimoni del Processo Ruby per fare falsa testimonianza (fase preliminare). - Finanziamenti illeciti erogati al Movimento Italiani nel Mondo (fase istruttoria). - Corruzione, Berlusconi avrebbe corrotto nel 2010 i senatori dell'IdV Antonio Razzi e Domenico Scilipoti per passare al PdL tenendo in piedi la maggioranza (fase istruttoria). |

Su molti dei procedimenti giudiziari contro Berlusconi, alcuni dei quali ancora in corso alla data della sua morte (12 giugno 2023), ci fu un acceso dibattito tra i suoi sostenitori e i suoi detrattori.
- Berlusconi e i suoi sostenitori affermavano che i processi relativi alla sua attività imprenditoriale sarebbero cominciati dopo la sua "discesa in campo", ed esclusivamente a scopo persecutorio nei suoi confronti.[486] Sostenevano che tali processi, che sarebbero basati su mere illazioni prive di riscontro probatorio, siano stati istruiti nell'ambito di una persecuzione giudiziaria orchestrata da magistrati vicini a partiti e ideologie di sinistra (spesso iscritti a Magistratura democratica), da Berlusconi soprannominati "toghe rosse", che avrebbero utilizzato illegittimamente la giustizia a fini di lotta politica.[487][488]
- I critici di Berlusconi sostenevano invece che i processi fossero iniziati prima della "discesa in campo" (e precisamente nel 1993), asserendo che se nel 1994 non fosse entrato in politica sarebbe finito in bancarotta e probabilmente in galera, e che anche in seguito, grazie alle cosiddette leggi ad personam varate dai suoi governi, avrebbe evitato varie condanne.[489] A questo proposito Fedele Confalonieri dichiarò che se Berlusconi non fosse entrato in politica sarebbe stato condannato o costretto al fallimento.[490] I critici inoltre sottolineavano che svariate pronunce di proscioglimento non ne dichiarano l'assoluzione, bensì la sopravvenuta prescrizione del processo: affermavano quindi che, se avesse voluto che fosse riconosciuta la propria innocenza anche in tali processi, Berlusconi avrebbe potuto rinunciare espressamente alla prescrizione.[491]

Berlusconi ribadì più volte che le indagini seguirono la sua "discesa in campo", fino a sporgere denuncia contro i magistrati milanesi presso la procura di Brescia, per il reato di «attentato ad organo costituzionale». La denuncia comunque fu archiviata; nelle motivazioni si legge:

## Aggressioni
- Il 31 dicembre 2004, in piazza Navona a Roma, Berlusconi fu colpito con un treppiede da macchina fotografica lanciato da Roberto Dal Bosco, un giovane muratore di Marmirolo (MN).[492] Dopo essere stato diciannove ore in arresto, Dal Bosco fu scarcerato e inviò le sue scuse all'allora Presidente del Consiglio, che decise di non sporgere denuncia. Il comitato "L'altrainformazione" e il senatore Mario Luzi ipotizzarono, in seguito, una possibile strumentalizzazione dell'aggressione subita da parte di Silvio Berlusconi.[493]
- Il 13 dicembre 2009, dopo un comizio in piazza del Duomo a Milano, Berlusconi fu colpito al volto con una riproduzione del Duomo scagliata da distanza ravvicinata da Massimo Tartaglia, perito elettrotecnico di 42 anni di Cesano Boscone. Il Presidente del Consiglio riportò diverse ferite al volto, nonché la frattura del setto nasale e di due denti dell'arcata superiore.[494] L'aggressore, incensurato e precedentemente in cura per problemi psichici, fu subito arrestato[495] e, in seguito, messo agli arresti domiciliari in una comunità terapeutica;[496] il 29 giugno 2010 fu assolto perché incapace di intendere e di volere e restò in libertà vigilata fino al 2016.[497]

## Nella cultura di massa
La figura di Silvio Berlusconi è stata molto spesso rivisitata in opere nella cultura di massa da cineasti, cantanti, fumettisti, letterati, scultori, teatrali e televisivi.

## Onorificenze

### Altri riconoscimenti
- Il 23 settembre 2003, a New York, gli fu consegnato il premio "Statista dell'anno" dalla Anti-Defamation League, l'organizzazione ebraica che combatte l'antisemitismo nel mondo.[503]
- Il 2 marzo 2006, negli Stati Uniti d'America, durante l'annuale celebrazione del "saluto alla Libertà", la Intrepid Foundation, ente privato statunitense, lo insignì del premio Libertà Intrepid 2006 per "la coraggiosa leadership contro il terrorismo".
- Il 27 settembre 2006 gli fu riconosciuto il premio "Madonnina d'oro" offerto dalla Comunità Incontro di Don Gelmini per il contributo personale dato alla ricostruzione di una scuola in Thailandia dopo lo tsunami del dicembre 2004 e per l'ampliamento di un ospedale in Bolivia.[504]
- Nel 2016 fu inserito nella Hall of Fame del calcio italiano nella categoria Dirigente italiano.[505]
- Il 12 giugno 2024, nel primo anniversario del decesso, gli viene intitolato il Centro sportivo Silvio e Luigi Berlusconi - Monzello, luogo della sede e campo di allenamento della squadra calcistica dell'A.C. Monza.[506]
- L'11 luglio 2024 gli è stato intitolato l'aeroporto internazionale di Milano-Malpensa “Silvio Berlusconi”.[507]
- Il 29 settembre 2024 il Ministero delle Imprese e del made in Italy emette un francobollo commemorativo raffigurante Silvio Berlusconi, gli viene dedicato per aver saputo "innovare la politica italiana e il suo linguaggio".[508][509]